# Олимпийские игры на почтовых марках СССР
Олимпи́йские и́гры на почто́вых ма́рках СССР — тематический каталог (перечень) знаков почтовой оплаты (почтовых марок, блоков, малых листов) на тему Олимпийских игр, введённых в обращение дирекцией по изданию и экспедированию знаков почтовой оплаты Министерства связи СССР.
Памятные (коммеморативные) почтовые марки, посвящённые тематике Олимпийских игр, выпускались в СССР с 1957 по 1991 год. Знаки почтовой оплаты печатались на предприятиях Гознака Министерства финансов СССР.

## Олимпийская филателия
«Олимпи́йская филатели́я» — название одного из подразделов области спортивной филателии — тематического коллекционирования знаков почтовой оплаты и штемпелей, объектами которого являются филателистические материалы, посвящённые Олимпийским играм, их истории, олимпийской символике, ритуалам, программе игр, спортсменам-олимпийцам, их спортивным достижениям, олимпийскому движению или связанных с ними темам. Олимпийская филателия появилась вместе с современными Олимпийскими играми в качестве вестника (или гонца) Олимпийских игр, ибо почтовые марки являются одним из самых массовых средств информации в мире (тираж знаков почтовой оплаты зачастую превышает, либо соизмерим с тиражами популярных газет). Однако олимпийская филателия не ограничилась ролью олимпийского глашатая. Она стала активной помощницей проведения современных Олимпийских игр: филателистические выпуски с пятью переплетёнными кольцами с дополнительным номиналом использовались организаторами Игр для сбора необходимых средств. Выступая в роли финансовых кредиторов Игр, эти выпуски сыграли заметную роль в возрождении Олимпиад: не зная границ и расстояний, марки доходили до самых отдалённых и труднодоступных уголков нашей планеты.

## Список коммеморативных марок
Порядок следования элементов в таблице соответствует номеру по официальному каталогу марок СССР, в скобках приведены номера по каталогу «Михель».
| № по каталогу                                                         | Изображение | Описание и источники | Номинал        | Дата выпуска          | Тираж     | Художник                  |
| --------------------------------------------------------------------- | ----------- | --- | -------------- | --------------------- | --------- | ------------------------- |
| (ЦФА [АО «Марка»] № 2025) (Mi #1968)                                  |             | Серия «XVI Олимпийские игры в Мельбурне (Австралия, 1956)»: - Метание копья. | 0,20 руб.      | 20 июля 1957 года     | 2 000 000 | Василий Завьялов          |
| (ЦФА [АО «Марка»] № 2026) (Mi #1967)                                  |             | Серия «XVI Олимпийские игры в Мельбурне (Австралия, 1956)»: - Бег. | 0,20 руб.      | 20 июля 1957 года     | 2 000 000 | Василий Завьялов          |
| (ЦФА [АО «Марка»] № 2027) (Mi #1969)                                  |             | Серия «XVI Олимпийские игры в Мельбурне (Австралия, 1956)»: - Гимнастика. | 0,25 руб.      | 20 июля 1957 года     | 2 000 000 | Василий Завьялов          |
| (ЦФА [АО «Марка»] № 2028) (Mi #1970)                                  |             | Серия «XVI Олимпийские игры в Мельбурне (Австралия, 1956)»: - Бокс. | 0,40 руб.      | 20 июля 1957 года     | 2 000 000 | Василий Завьялов          |
| (ЦФА [АО «Марка»] № 2029) (Mi #1971)                                  |             | Серия «XVI Олимпийские игры в Мельбурне (Австралия, 1956)»: - Футбол. | 0,40 руб.      | 20 июля 1957 года     | 2 000 000 | Василий Завьялов          |
| (ЦФА [АО «Марка»] № 2030) (Mi #1972)                                  |             | Серия «XVI Олимпийские игры в Мельбурне (Австралия, 1956)»: - Тяжёлая атлетика. | 0,60 руб.      | 20 июля 1957 года     | 2 000 000 | Василий Завьялов          |
| (ЦФА [АО «Марка»] № 2396) (Mi #2317)                                  |             | Серия «VIII зимние Олимпийские игры в Скво-Вэлли (США)»: - Хоккей с шайбой. | 0,10 руб.      | 18 февраля 1960 года  | 3 500 000 | Роман Житков              |
| (ЦФА [АО «Марка»] № 2397) (Mi #2318)                                  |             | Серия «VIII зимние Олимпийские игры в Скво-Вэлли (США)»: - Конькобежный спорт. | 0,25 руб.      | 18 февраля 1960 года  | 3 000 000 | Роман Житков              |
| (ЦФА [АО «Марка»] № 2398) (Mi #2319)                                  |             | Серия «VIII зимние Олимпийские игры в Скво-Вэлли (США)»: - Слалом. | 0,40 руб.      | 18 февраля 1960 года  | 2 500 000 | Роман Житков              |
| (ЦФА [АО «Марка»] № 2399) (Mi #2320)                                  |             | Серия «VIII зимние Олимпийские игры в Скво-Вэлли (США)»: - Фигурное катание. | 0,60 руб.      | 18 февраля 1960 года  | 2 000 000 | Роман Житков              |
| (ЦФА [АО «Марка»] № 2400) (Mi #2321)                                  |             | Серия «VIII зимние Олимпийские игры в Скво-Вэлли (США)»: - Прыжки с трамплина. | 1,00 руб.      | 18 февраля 1960 года  | 2 000 000 | Роман Житков              |
| (ЦФА [АО «Марка»] № 2450) (Mi #2369)                                  |             | Серия «XVII Олимпийские игры в Риме (Италия)»: - Бег. | 0,05 руб.      | 1 августа 1960 года   | 3 800 000 | Василий Завьялов          |
| (ЦФА [АО «Марка»] № 2451) (Mi #2370)                                  |             | Серия «XVII Олимпийские игры в Риме (Италия)»: - Борьба. | 0,10 руб.      | 1 августа 1960 года   | 4 000 000 | Александр Завьялов        |
| (ЦФА [АО «Марка»] № 2452) (Mi #2371)                                  |             | Серия «XVII Олимпийские игры в Риме (Италия)»: - Баскетбол. | 0,15 руб.      | 1 августа 1960 года   | 3 700 000 | Александр Завьялов        |
| (ЦФА [АО «Марка»] № 2453) (Mi #2372)                                  |             | Серия «XVII Олимпийские игры в Риме (Италия)»: - Тяжёлая атлетика. | 0,20 руб.      | 1 августа 1960 года   | 3 100 000 | Василий Завьялов          |
| (ЦФА [АО «Марка»] № 2454) (Mi #2373)                                  |             | Серия «XVII Олимпийские игры в Риме (Италия)»: - Бокс. | 0,25 руб.      | 1 августа 1960 года   | 3 200 000 | Александр Завьялов        |
| (ЦФА [АО «Марка»] № 2455) (Mi #2374)                                  |             | Серия «XVII Олимпийские игры в Риме (Италия)»: - Гимнастика. | 0,40 руб.      | 1 августа 1960 года   | 3 000 000 | Александр Завьялов        |
| (ЦФА [АО «Марка»] № 2456) (Mi #2375)                                  |             | Серия «XVII Олимпийские игры в Риме (Италия)»: - Фехтование. | 0,40 руб.      | 1 августа 1960 года   | 2 300 000 | Александр Завьялов        |
| (ЦФА [АО «Марка»] № 2457) (Mi #2376)                                  |             | Серия «XVII Олимпийские игры в Риме (Италия)»: - Прыжки в воду. | 0,40 руб.      | 1 августа 1960 года   | 2 300 000 | Василий Завьялов          |
| (ЦФА [АО «Марка»] № 2458) (Mi #2377)                                  |             | Серия «XVII Олимпийские игры в Риме (Италия)»: - Гребля на каноэ. | 0,60 руб.      | 1 августа 1960 года   | 2 300 000 | Василий Завьялов          |
| (ЦФА [АО «Марка»] № 2459) (Mi #2378)                                  |             | Серия «XVII Олимпийские игры в Риме (Италия)»: - Скачки с препятствиями. | 1,00 руб.      | 1 августа 1960 года   | 2 300 000 | Александр Завьялов        |
| (ЦФА [АО «Марка»] № 2461) (Mi #2379)                                  |             | Международная ярмарка в Риччоне (Италия). | 0,40 руб.      | 23 августа 1960 года  | 150 000   | Василий Завьялов          |
| (ЦФА [АО «Марка»] № 2972) (Mi #2866 B)                                |             | Серия «IX зимние Олимпийские игры в Инсбруке (Австрия)»: - Конькобежный спорт. | 0,02 руб.      | 29 января 1964 года   | 500 000   | П. Бендель                |
| (ЦФА [АО «Марка»] № 2973) (Mi #2867 B)                                |             | Серия «IX зимние Олимпийские игры в Инсбруке (Австрия)»: - Лыжные гонки. | 0,04 руб.      | 29 января 1964 года   | 500 000   | П. Бендель                |
| (ЦФА [АО «Марка»] № 2974) (Mi #2868 B)                                |             | Серия «IX зимние Олимпийские игры в Инсбруке (Австрия)»: - Эмблема Игр. | 0,06 руб.      | 29 января 1964 года   | 500 000   | Е. Галицкий               |
| (ЦФА [АО «Марка»] № 2975) (Mi #2869 B)                                |             | Серия «IX зимние Олимпийские игры в Инсбруке (Австрия)»: - Биатлон. | 0,10 руб.      | 29 января 1964 года   | 500 000   | П. Бендель                |
| (ЦФА [АО «Марка»] № 2976) (Mi #2870 B)                                |             | Серия «IX зимние Олимпийские игры в Инсбруке (Австрия)»: - Фигурное катание. | 0,12 руб.      | 29 января 1964 года   | 500 000   | П. Бендель                |
| (ЦФА [АО «Марка»] № 2977) (Mi #2866 A)                                |             | Серия «IX зимние Олимпийские игры в Инсбруке (Австрия)»: - Конькобежный спорт. | 0,02 руб.      | 4 февраля 1964 года   | 6 500 000 | П. Бендель                |
| (ЦФА [АО «Марка»] № 2978) (Mi #2867 A)                                |             | Серия «IX зимние Олимпийские игры в Инсбруке (Австрия)»: - Лыжные гонки. | 0,04 руб.      | 4 февраля 1964 года   | 5 000 000 | П. Бендель                |
| (ЦФА [АО «Марка»] № 2979) (Mi #2868 A)                                |             | Серия «IX зимние Олимпийские игры в Инсбруке (Австрия)»: - Эмблема Игр. | 0,06 руб.      | 4 февраля 1964 года   | 4 500 000 | Е. Галицкий               |
| (ЦФА [АО «Марка»] № 2980) (Mi #2869 A)                                |             | Серия «IX зимние Олимпийские игры в Инсбруке (Австрия)»: - Биатлон. | 0,10 руб.      | 4 февраля 1964 года   | 4 500 000 | П. Бендель                |
| (ЦФА [АО «Марка»] № 2981) (Mi #2870 A)                                |             | Серия «IX зимние Олимпийские игры в Инсбруке (Австрия)»: - Фигурное катание. | 0,12 руб.      | 4 февраля 1964 года   | 3 000 000 | П. Бендель                |
| (ЦФА [АО «Марка»] № 2982) (Mi #2887)                                  |             | Серия «Победы советских спортсменов на IX зимних Олимпийских играх»: - «Конькобежный спорт» с надпечаткой. | 0,02 руб.      | 9 марта 1964 года     | 1 000 000 | П. Бендель                |
| (ЦФА [АО «Марка»] № 2983) (Mi #2892)                                  |             | Серия «Победы советских спортсменов на IX зимних Олимпийских играх»: - «Хоккеист» с надпечаткой. | 0,03 руб.      | 9 марта 1964 года     | 3 000 000 | П. Бендель                |
| (ЦФА [АО «Марка»] № 2984) (Mi #2888)                                  |             | Серия «Победы советских спортсменов на IX зимних Олимпийских играх»: - «Лыжные гонки» с надпечаткой. | 0,04 руб.      | 9 марта 1964 года     | 1 000 000 | П. Бендель                |
| (ЦФА [АО «Марка»] № 2985) (Mi #2889)                                  |             | Серия «Победы советских спортсменов на IX зимних Олимпийских играх»: - «Эмблема Игр» с надпечаткой. | 0,06 руб.      | 9 марта 1964 года     | 1 000 000 | Е. Галицкий               |
| (ЦФА [АО «Марка»] № 2986) (Mi #2890)                                  |             | Серия «Победы советских спортсменов на IX зимних Олимпийских играх»: - «Биатлон» с надпечаткой. | 0,10 руб.      | 9 марта 1964 года     | 1 000 000 | П. Бендель                |
| (ЦФА [АО «Марка»] № 2987) (Mi #2891)                                  |             | Серия «Победы советских спортсменов на IX зимних Олимпийских играх»: - «Фигурное катание» с надпечаткой. | 0,12 руб.      | 9 марта 1964 года     | 1 000 000 | П. Бендель                |
| (ЦФА [АО «Марка»] № 2988) (Mi #2893)                                  |             | Серия «Победы советских спортсменов на IX зимних Олимпийских играх»: - Олимпийская медаль. | 0,16 руб.      | 9 марта 1964 года     | 3 000 000 | П. Бендель                |
| (ЦФА [АО «Марка»] № 3073) (Mi #2932 B)                                |             | Серия «XVIII Олимпийские игры в Токио (Япония)»: - Конкур. | 0,03 руб.      | 27 июля 1964 года     | 1 000 000 | П. Бендель                |
| (ЦФА [АО «Марка»] № 3074) (Mi #2933 B)                                |             | Серия «XVIII Олимпийские игры в Токио (Япония)»: - Тяжёлая атлетика. | 0,04 руб.      | 27 июля 1964 года     | 1 000 000 | П. Бендель                |
| (ЦФА [АО «Марка»] № 3075) (Mi #2934 B)                                |             | Серия «XVIII Олимпийские игры в Токио (Япония)»: - Прыжки в высоту. | 0,06 руб.      | 27 июля 1964 года     | 1 000 000 | П. Бендель                |
| (ЦФА [АО «Марка»] № 3076) (Mi #2935 B)                                |             | Серия «XVIII Олимпийские игры в Токио (Япония)»: - Гребля на каноэ. | 0,10 руб.      | 27 июля 1964 года     | 1 000 000 | П. Бендель                |
| (ЦФА [АО «Марка»] № 3077) (Mi #2936 B)                                |             | Серия «XVIII Олимпийские игры в Токио (Япония)»: - Брусья. | 0,12 руб.      | 27 июля 1964 года     | 1 000 000 | П. Бендель                |
| (ЦФА [АО «Марка»] № 3078) (Mi #2937 B)                                |             | Серия «XVIII Олимпийские игры в Токио (Япония)»: - Фехтование. | 0,16 руб.      | 27 июля 1964 года     | 1 000 000 | П. Бендель                |
| (ЦФА [АО «Марка»] № 3079) (Mi #2932 A)                                |             | Серия «XVIII Олимпийские игры в Токио (Япония)»: - Конкур. | 0,03 руб.      | 31 июля 1964 года     | 7 000 000 | П. Бендель                |
| (ЦФА [АО «Марка»] № 3080) (Mi #2933 A)                                |             | Серия «XVIII Олимпийские игры в Токио (Япония)»: - Тяжёлая атлетика. | 0,04 руб.      | 31 июля 1964 года     | 7 000 000 | П. Бендель                |
| (ЦФА [АО «Марка»] № 3081) (Mi #2934 A)                                |             | Серия «XVIII Олимпийские игры в Токио (Япония)»: - Прыжки в высоту. | 0,06 руб.      | 31 июля 1964 года     | 5 000 000 | П. Бендель                |
| (ЦФА [АО «Марка»] № 3082) (Mi #2935 A)                                |             | Серия «XVIII Олимпийские игры в Токио (Япония)»: - Гребля на каноэ. | 0,10 руб.      | 31 июля 1964 года     | 4 000 000 | П. Бендель                |
| (ЦФА [АО «Марка»] № 3083) (Mi #2936 A)                                |             | Серия «XVIII Олимпийские игры в Токио (Япония)»: - Брусья. | 0,12 руб.      | 31 июля 1964 года     | 3 000 000 | П. Бендель                |
| (ЦФА [АО «Марка»] № 3084) (Mi #2937 A)                                |             | Серия «XVIII Олимпийские игры в Токио (Япония)»: - Фехтование. | 0,16 руб.      | 31 июля 1964 года     | 3 000 000 | П. Бендель                |
| (ЦФА [АО «Марка»] № 3085) (Mi #2938)                                  |             | Серия «XVIII Олимпийские игры в Токио (Япония)»: - почтовый блок (или крупноформатная марка) «Гимнастка» (также: «Зелёный блок» или «Токийский блок»). | 1,00 руб.      | 31 июля 1964 года     | 35 000    | Е. Анискин                |
| (ЦФА [АО «Марка»] № 3086) (Mi #2960)                                  |             | Серия «XVIII Олимпийские игры в Токио (Япония)»: - почтовый блок «Гимнастка». | 1,00 руб.      | 27 сентября 1964 года | 300 000   | Е. Анискин                |
| (ЦФА [АО «Марка»] № 3529) (Mi #3393)                                  |             | Серия «Навстречу Х зимним Олимпийским играм в Гренобле (Франция)»: - Фигурное катание. | 0,02 руб.      | 20 сентября 1967 года | 4 000 000 | Е. Анискин                |
| (ЦФА [АО «Марка»] № 3530) (Mi #3394)                                  |             | Серия «Навстречу Х зимним Олимпийским играм в Гренобле (Франция)»: - Прыжки с трамплина. | 0,03 руб.      | 20 сентября 1967 года | 4 000 000 | Е. Анискин                |
| (ЦФА [АО «Марка»] № 3531) (Mi #3395)                                  |             | Серия «Навстречу Х зимним Олимпийским играм в Гренобле (Франция)»: - Эмблема Игр. | 0,04 руб.      | 20 сентября 1967 года | 4 000 000 | Е. Анискин                |
| (ЦФА [АО «Марка»] № 3532) (Mi #3396)                                  |             | Серия «Навстречу Х зимним Олимпийским играм в Гренобле (Франция)»: - Хоккей. | 0,10 руб.      | 20 сентября 1967 года | 3 000 000 | Е. Анискин                |
| (ЦФА [АО «Марка»] № 3533) (Mi #3397)                                  |             | Серия «Навстречу Х зимним Олимпийским играм в Гренобле (Франция)»: - Бег на лыжах. | 0,12 руб.      | 20 сентября 1967 года | 3 000 000 | Е. Анискин                |
| (ЦФА [АО «Марка»] № 3645) (Mi #3517)                                  |             | Серия «XIX летние Олимпийские игры в Мехико (Мексика)»: - Спортивная гимнастика. | 0,04 руб.      | 31 июля 1968 года     | 5 000 000 | Е. Анискин                |
| (ЦФА [АО «Марка»] № 3646) (Mi #3518)                                  |             | Серия «XIX летние Олимпийские игры в Мехико (Мексика)»: - Тяжёлая атлетика. | 0,06 руб.      | 31 июля 1968 года     | 5 000 000 | Е. Анискин                |
| (ЦФА [АО «Марка»] № 3647) (Mi #3519)                                  |             | Серия «XIX летние Олимпийские игры в Мехико (Мексика)»: - Академическая гребля. | 0,10 руб.      | 31 июля 1968 года     | 4 000 000 | Е. Анискин                |
| (ЦФА [АО «Марка»] № 3648) (Mi #3520)                                  |             | Серия «XIX летние Олимпийские игры в Мехико (Мексика)»: - Барьерный бег. | 0,12 руб.      | 31 июля 1968 года     | 4 000 000 | Е. Анискин                |
| (ЦФА [АО «Марка»] № 3649) (Mi #3521)                                  |             | Серия «XIX летние Олимпийские игры в Мехико (Мексика)»: - Фехтование на рапирах. | 0,16 руб.      | 31 июля 1968 года     | 4 000 000 | Е. Анискин                |
| (ЦФА [АО «Марка»] № 3650) (Mi #3522)                                  |             | Серия «XIX летние Олимпийские игры в Мехико (Мексика)»: - почтовый блок «Бегуны на дистанции». | 0,40 руб.      | 31 июля 1968 года     | 750 000   | Е. Анискин                |
| (ЦФА [АО «Марка»] № 4097) (Mi #3979)                                  |             | Серия «XI зимние Олимпийские игры в Саппоро (Япония)»: - Конькобежный спорт. | 0,04 руб.      | 20 января 1972 года   | 5 500 000 | Е. Анискин                |
| (ЦФА [АО «Марка»] № 4098) (Mi #3980)                                  |             | Серия «XI зимние Олимпийские игры в Саппоро (Япония)»: - Фигурное катание. | 0,06 руб.      | 20 января 1972 года   | 4 900 000 | Е. Анискин                |
| (ЦФА [АО «Марка»] № 4099) (Mi #3981)                                  |             | Серия «XI зимние Олимпийские игры в Саппоро (Япония)»: - Хоккей с шайбой. | 0,10 руб.      | 20 января 1972 года   | 4 700 000 | Е. Анискин                |
| (ЦФА [АО «Марка»] № 4100) (Mi #3982)                                  |             | Серия «XI зимние Олимпийские игры в Саппоро (Япония)»: - Прыжки с трамплина. | 0,12 руб.      | 20 января 1972 года   | 4 400 000 | Е. Анискин                |
| (ЦФА [АО «Марка»] № 4101) (Mi #3983)                                  |             | Серия «XI зимние Олимпийские игры в Саппоро (Япония)»: - Лыжные гонки. | 0,16 руб.      | 20 января 1972 года   | 4 200 000 | Е. Анискин                |
| (ЦФА [АО «Марка»] № 4102) (Mi #3984)                                  |             | Серия «XI зимние Олимпийские игры в Саппоро (Япония)»: - почтовый блок «Эмблема Игр. Олимпийские кольца». | 0,50 руб.      | 20 января 1972 года   | 1 100 000 | Е. Анискин                |
| (ЦФА [АО «Марка»] № 4103) (Mi #3984)                                  |             | Серия «XI зимние Олимпийские игры в Саппоро (Япония)»: - почтовый блок с надпечаткой: «Советские спортсмены завоевали 8 золотых медалей, 5 серебряных, 3 бронзовых». | 0,50 руб.      | 20 марта 1972 года    | 600 000   | Е. Анискин                |
| (ЦФА [АО «Марка»] № 4136) (Mi #4020)                                  |             | Серия «XX летние Олимпийские игры в Мюнхене (ФРГ)»: - Фехтование. | 0,04 руб.      | 1 июля 1972 года      | 4 900 000 | Иван Козлов К. Никахристо |
| (ЦФА [АО «Марка»] № 4137) (Mi #4021)                                  |             | Серия «XX летние Олимпийские игры в Мюнхене (ФРГ)»: - Гимнастика. | 0,06 руб.      | 1 июля 1972 года      | 4 300 000 | Иван Козлов К. Никахристо |
| (ЦФА [АО «Марка»] № 4138) (Mi #4022)                                  |             | Серия «XX летние Олимпийские игры в Мюнхене (ФРГ)»: - Гребля на каноэ. | 0,10 руб.      | 1 июля 1972 года      | 4 100 000 | Иван Козлов К. Никахристо |
| (ЦФА [АО «Марка»] № 4139) (Mi #4023)                                  |             | Серия «XX летние Олимпийские игры в Мюнхене (ФРГ)»: - Бокс. | 0,14 руб.      | 1 июля 1972 года      | 3 600 000 | Иван Козлов К. Никахристо |
| (ЦФА [АО «Марка»] № 4140) (Mi #4024)                                  |             | Серия «XX летние Олимпийские игры в Мюнхене (ФРГ)»: - Бег. Спринт. | 0,16 руб.      | 1 июля 1972 года      | 3 600 000 | Иван Козлов К. Никахристо |
| (ЦФА [АО «Марка»] № 4141) (Mi #4025)                                  |             | Серия «XX летние Олимпийские игры в Мюнхене (ФРГ)»: - почтовый блок «Штангист». | 0,50 руб.      | 20 января 1972 года   | 1 000 000 | Иван Козлов К. Никахристо |
| (ЦФА [АО «Марка»] № 4142) (Mi #4059)                                  |             | Серия «XX летние Олимпийские игры в Мюнхене (ФРГ)» послеолимпийский выпуск: - Эмблема советских спортсменов на XX Играх, надпись «Слава советским спортсменам». | 0,20 руб.      | 15 ноября 1972 года   | 2 300 000 | Юрий Левиновский          |
| (ЦФА [АО «Марка»] № 4143) (Mi #4060)                                  |             | Серия «XX летние Олимпийские игры в Мюнхене (ФРГ)» послеолимпийский выпуск: - Медали Олимпиады, надпись «Слава советским олимпийцам, завоевавшим 50 золотых, 27 серебряных и 22 бронзовые награды!».                                                                        | 0,30 руб.      | 15 ноября 1972 года   | 2 100 000 | Юрий Левиновский          |
| (ЦФА [АО «Марка»] № 4144) (Mi #4025)                                  |             | Серия «XX летние Олимпийские игры в Мюнхене (ФРГ)»: - почтовый блок «Штангист» с надпечаткой: «Слава советским олимпийцам, завоевавшим 50 золотых, 27 серебряных и 22 бронзовые награды!».                                                                                  | 0,50 руб.      | 15 ноября 1972 года   | 1 000 000 | Иван Козлов К. Никахристо |
| (ЦФА [АО «Марка»] № 4426) (Mi #4320) (Mi #4321) (Mi #4322) (Mi #4323) |             | Почтовый блок «Москва — столица Олимпийских Игр». | 0,10 руб.      | 25 декабря 1974 года  | 1 200 000 | И. Мартынов Н. Черкасов   |
| (ЦФА [АО «Марка»] № 4546) (Mi #4444)                                  |             | Серия «XII зимние Олимпийские игры в Инсбруке (Австрия)»: - Хоккей с шайбой. | 0,02 руб.      | 4 февраля 1976 года   | 7 200 000 | Е. Анискин                |
| (ЦФА [АО «Марка»] № 4547) (Mi #4445)                                  |             | Серия «XII зимние Олимпийские игры в Инсбруке (Австрия)»: - Лыжные гонки. | 0,04 руб.      | 4 февраля 1976 года   | 6 500 000 | Е. Анискин                |
| (ЦФА [АО «Марка»] № 4548) (Mi #4446)                                  |             | Серия «XII зимние Олимпийские игры в Инсбруке (Австрия)»: - Фигурное катание. | 0,06 руб.      | 4 февраля 1976 года   | 6 300 000 | Е. Анискин                |
| (ЦФА [АО «Марка»] № 4549) (Mi #4447)                                  |             | Серия «XII зимние Олимпийские игры в Инсбруке (Австрия)»: - Конькобежный спорт. | 0,10 руб.      | 4 февраля 1976 года   | 5 500 000 | Е. Анискин                |
| (ЦФА [АО «Марка»] № 4550) (Mi #4448)                                  |             | Серия «XII зимние Олимпийские игры в Инсбруке (Австрия)»: - Санный спорт. | 0,20 руб.      | 4 февраля 1976 года   | 4 300 000 | Е. Анискин                |
| (ЦФА [АО «Марка»] № 4551) (Mi #4449)                                  |             | Серия «XII зимние Олимпийские игры в Инсбруке (Австрия)»: - почтовый блок «Эмблема Игр». | 0,50 руб.      | 4 февраля 1976 года   | 1 400 000 | Е. Анискин                |
| (ЦФА [АО «Марка»] № 4559) (Mi #4449)                                  |             | Почтовый блок «Победа советских спортсменов на XII зимних Олимпийских играх в Инсбруке» с надпечаткой «Слава советскому спорту. Спортсмены СССР завоевали 13 золотых, 6 серебряных и 8 бронзовых медалей».                                                                  | 0,50 руб.      | 24 марта 1976 года    | 500 000   | Е. Анискин                |
| (ЦФА [АО «Марка»] № 4583) (Mi #4478)                                  |             | Серия «XXI летние Олимпийские игры в Монреале (Канада)»: - Гребля на каноэ. | 0,04 руб.      | 23 июня 1976 года     | 6 700 000 | П. Бендель                |
| (ЦФА [АО «Марка»] № 4584) (Mi #4479)                                  |             | Серия «XXI летние Олимпийские игры в Монреале (Канада)»: - Баскетбол. | 0,06 руб.      | 23 июня 1976 года     | 6 500 000 | П. Бендель                |
| (ЦФА [АО «Марка»] № 4585) (Mi #4480)                                  |             | Серия «XXI летние Олимпийские игры в Монреале (Канада)»: - Классическая борьба. | 0,10 руб.      | 23 июня 1976 года     | 6 000 000 | П. Бендель                |
| (ЦФА [АО «Марка»] № 4586) (Mi #4481)                                  |             | Серия «XXI летние Олимпийские игры в Монреале (Канада)»: - Метание диска. | 0,14 руб.      | 23 июня 1976 года     | 5 300 000 | П. Бендель                |
| (ЦФА [АО «Марка»] № 4587) (Mi #4482)                                  |             | Серия «XXI летние Олимпийские игры в Монреале (Канада)»: - Стрельба. | 0,16 руб.      | 23 июня 1976 года     | 4 300 000 | П. Бендель                |
| (ЦФА [АО «Марка»] № 4588) (Mi #4483)                                  |             | Серия «XXI летние Олимпийские игры в Монреале (Канада)»: - почтовый блок «Медали Игр». | 0,50 руб.      | 23 июня 1976 года     | 800 000   | Герман Комлев             |
| (ЦФА [АО «Марка»] № 4618) (Mi #4483)                                  |             | Почтовый блок «Победа советских спортсменов на XXI летних Олимпийских играх в Монреале» с надпечаткой: «Спортсмены СССР завоевали 47 золотых, 43 серебряных и 35 бронзовых медалей».                                                                                        | 0,50 руб.      | 25 августа 1976 года  | 600 000   | Герман Комлев             |
| (ЦФА [АО «Марка»] № 4668) (Mi #4563)                                  |             | Почтово-благотворительный выпуск «Игры XXII Олимпиады. Москва-80»: - Передача факела. | 0,04+0,02 руб. | 28 декабря 1976 года  | 6 500 000 | Николай Литвинов          |
| (ЦФА [АО «Марка»] № 4669) (Mi #4564)                                  |             | Почтово-благотворительный выпуск «Игры XXII Олимпиады. Москва-80»: - Эмблема Игр. | 0,10+0,05 руб. | 28 декабря 1976 года  | 5 800 000 | Николай Литвинов          |
| (ЦФА [АО «Марка»] № 4670) (Mi #4565)                                  |             | Почтово-благотворительный выпуск «Игры XXII Олимпиады. Москва-80»: - Эмблема Игр. | 0,16+0,06 руб. | 28 декабря 1976 года  | 4 700 000 | Николай Литвинов          |
| (ЦФА [АО «Марка»] № 4671) (Mi #4566)                                  |             | Почтово-благотворительный выпуск «Игры XXII Олимпиады. Москва-80»: - почтовый блок «Москва — организатор Игр XXII Олимпиады». | 0,60+0,30 руб. | 28 декабря 1976 года  | 750 000   | Герман Комлев             |
| (ЦФА [АО «Марка»] № 4706) (Mi #4602)                                  |             | Почтово-благотворительный выпуск «Игры XXII Олимпиады. Москва-80»: - Классическая борьба. | 0,04+0,02 руб. | 21 июня 1977 года     | 6 500 000 | Николай Литвинов          |
| (ЦФА [АО «Марка»] № 4707) (Mi #4603)                                  |             | Почтово-благотворительный выпуск «Игры XXII Олимпиады. Москва-80»: - Вольная борьба. | 0,06+0,03 руб. | 21 июня 1977 года     | 5 000 000 | Николай Литвинов          |
| (ЦФА [АО «Марка»] № 4708) (Mi #4604)                                  |             | Почтово-благотворительный выпуск «Игры XXII Олимпиады. Москва-80»: - Борьба дзюдо. | 0,10+0,05 руб. | 21 июня 1977 года     | 5 000 000 | Герман Комлев             |
| (ЦФА [АО «Марка»] № 4709) (Mi #4605)                                  |             | Почтово-благотворительный выпуск «Игры XXII Олимпиады. Москва-80»: - Бокс. | 0,16+0,06 руб. | 21 июня 1977 года     | 5 000 000 | Герман Комлев             |
| (ЦФА [АО «Марка»] № 4710) (Mi #4606)                                  |             | Почтово-благотворительный выпуск «Игры XXII Олимпиады. Москва-80»: - Тяжёлая атлетика. | 0,20+0,10 руб. | 21 июня 1977 года     | 1 200 000 | Николай Литвинов          |
| (ЦФА [АО «Марка»] № 4746) (Mi #4642)                                  |             | Почтово-благотворительный выпуск «Игры XXII Олимпиады. Москва-80»: - Велосипедные гонки. | 0,04+0,02 руб. | 22 сентября 1977 года | 6 500 000 | Николай Литвинов          |
| (ЦФА [АО «Марка»] № 4747) (Mi #4643)                                  |             | Почтово-благотворительный выпуск «Игры XXII Олимпиады. Москва-80»: - Стрельба из лука. | 0,06+0,03 руб. | 22 сентября 1977 года | 5 000 000 | Николай Литвинов          |
| (ЦФА [АО «Марка»] № 4748) (Mi #4644)                                  |             | Почтово-благотворительный выпуск «Игры XXII Олимпиады. Москва-80»: - Стрельба. | 0,10+0,05 руб. | 22 сентября 1977 года | 5 000 000 | Николай Литвинов          |
| (ЦФА [АО «Марка»] № 4749) (Mi #4645)                                  |             | Почтово-благотворительный выпуск «Игры XXII Олимпиады. Москва-80»: - Конный спорт. | 0,16+0,06 руб. | 22 сентября 1977 года | 5 000 000 | Николай Литвинов          |
| (ЦФА [АО «Марка»] № 4750) (Mi #4646)                                  |             | Почтово-благотворительный выпуск «Игры XXII Олимпиады. Москва-80»: - Фехтование. | 0,20+0,10 руб. | 22 сентября 1977 года | 1 200 000 | Николай Литвинов          |
| (ЦФА [АО «Марка»] № 4751) (Mi #4647)                                  |             | Почтово-благотворительный выпуск «Игры XXII Олимпиады. Москва-80»: - почтовый блок «Пятиборье». | 0,50+0,25 руб. | 22 сентября 1977 года | 600 000   | Николай Литвинов          |
| (ЦФА [АО «Марка»] № 4790) (Mi #4686)                                  |             | Почтово-благотворительный выпуск «Туризм под знаком Олимпиады в СССР»: - «Туризм по Золотому кольцу»: Суздаль. Герб города. | 1,00+0,50 руб. | 30 декабря 1977 года  | 700 000   | Лео Шаров                 |
| (ЦФА [АО «Марка»] № 4791) (Mi #4687)                                  |             | Почтово-благотворительный выпуск «Туризм под знаком Олимпиады в СССР»: - «Туризм по Золотому кольцу»: Суздаль. Памятник Д. Пожарскому. | 1,00+0,50 руб. | 30 декабря 1977 года  | 700 000   | Лео Шаров                 |
| (ЦФА [АО «Марка»] № 4792) (Mi #4688)                                  |             | Почтово-благотворительный выпуск «Туризм под знаком Олимпиады в СССР»: - «Туризм по Золотому кольцу»: Владимир. Герб города. | 1,00+0,50 руб. | 30 декабря 1977 года  | 700 000   | Лео Шаров                 |
| (ЦФА [АО «Марка»] № 4793) (Mi #4689)                                  |             | Почтово-благотворительный выпуск «Туризм под знаком Олимпиады в СССР»: - «Туризм по Золотому кольцу»: Владимир. Мост через Клязьму. | 1,00+0,50 руб. | 30 декабря 1977 года  | 700 000   | Лео Шаров                 |
| (ЦФА [АО «Марка»] № 4794) (Mi #4690)                                  |             | Почтово-благотворительный выпуск «Туризм под знаком Олимпиады в СССР»: - «Туризм по Золотому кольцу»: Иваново. Герб города. | 1,00+0,50 руб. | 30 декабря 1977 года  | 700 000   | Лео Шаров                 |
| (ЦФА [АО «Марка»] № 4795) (Mi #4691)                                  |             | Почтово-благотворительный выпуск «Туризм под знаком Олимпиады в СССР»: - «Туризм по Золотому кольцу»: Иваново. Монумент борцам революции. | 1,00+0,50 руб. | 30 декабря 1977 года  | 700 000   | Лео Шаров                 |
| (ЦФА [АО «Марка»] № 4811) (Mi #4707)                                  |             | Почтово-благотворительный выпуск «Игры XXII Олимпиады. Москва-80»: - Плавание. | 0,04+0,02 руб. | 24 марта 1978 года    | 6 500 000 | Николай Литвинов          |
| (ЦФА [АО «Марка»] № 4812) (Mi #4708)                                  |             | Почтово-благотворительный выпуск «Игры XXII Олимпиады. Москва-80»: - Прыжки в воду. | 0,06+0,03 руб. | 24 марта 1978 года    | 5 000 000 | Николай Литвинов          |
| (ЦФА [АО «Марка»] № 4813) (Mi #4709)                                  |             | Почтово-благотворительный выпуск «Игры XXII Олимпиады. Москва-80»: - Водное поло. | 0,10+0,05 руб. | 24 марта 1978 года    | 5 000 000 | Николай Литвинов          |
| (ЦФА [АО «Марка»] № 4814) (Mi #4710)                                  |             | Почтово-благотворительный выпуск «Игры XXII Олимпиады. Москва-80»: - Гребля на байдарках. | 0,16+0,06 руб. | 24 марта 1978 года    | 5 000 000 | Николай Литвинов          |
| (ЦФА [АО «Марка»] № 4815) (Mi #4711)                                  |             | Почтово-благотворительный выпуск «Игры XXII Олимпиады. Москва-80»: - Гребля на каноэ. | 0,20+0,10 руб. | 24 марта 1978 года    | 1 200 000 | Николай Литвинов          |
| (ЦФА [АО «Марка»] № 4816) (Mi #4712)                                  |             | Почтово-благотворительный выпуск «Игры XXII Олимпиады. Москва-80»: - почтовый блок «Академическая гребля». | 0,50+0,25 руб. | 24 марта 1978 года    | 600 000   | Николай Литвинов          |
| (ЦФА [АО «Марка»] № 4898) (Mi #4781)                                  |             | Почтово-благотворительный выпуск «Игры XXII Олимпиады. Парусная регата. Таллин»: - Яхта класса «Звёздный». | 0,04+0,02 руб. | 26 октября 1978 года  | 6 000 000 | Юрий Арцименев            |
| (ЦФА [АО «Марка»] № 4899) (Mi #4782)                                  |             | Почтово-благотворительный выпуск «Игры XXII Олимпиады. Парусная регата. Таллин»: - Яхта-тройка класса «Солинг». | 0,06+0,03 руб. | 26 октября 1978 года  | 6 000 000 | Юрий Арцименев            |
| (ЦФА [АО «Марка»] № 4900) (Mi #4783)                                  |             | Почтово-благотворительный выпуск «Игры XXII Олимпиады. Парусная регата. Таллин»: - Швертбот-двойка класса «470». | 0,10+0,05 руб. | 26 октября 1978 года  | 5 000 000 | Юрий Арцименев            |
| (ЦФА [АО «Марка»] № 4901) (Mi #4784)                                  |             | Почтово-благотворительный выпуск «Игры XXII Олимпиады. Парусная регата. Таллин»: - Швертбот-одиночка класса «Финн». | 0,16+0,06 руб. | 26 октября 1978 года  | 4 500 000 | Юрий Арцименев            |
| (ЦФА [АО «Марка»] № 4902) (Mi #4785)                                  |             | Почтово-благотворительный выпуск «Игры XXII Олимпиады. Парусная регата. Таллин»: - Швертбот-двойка класса «Летучий голландец». | 0,20+0,10 руб. | 26 октября 1978 года  | 1 200 000 | Юрий Арцименев            |
| (ЦФА [АО «Марка»] № 4903) (Mi #4786)                                  |             | Почтово-благотворительный выпуск «Игры XXII Олимпиады. Парусная регата. Таллин»: - почтовый блок «Регата. Катамаран „Торнадо“». | 0,50+0,25 руб. | 26 октября 1978 года  | 600 000   | Юрий Арцименев            |
| (ЦФА [АО «Марка»] № 4905) (Mi #4788)                                  |             | Почтово-благотворительный выпуск «Туризм под знаком Олимпиады в СССР»: - «Туризм по Золотому кольцу»: Загорск. Стены и башни Лавры. | 1,00+0,50 руб. | 16 ноября 1978 года   | 700 000   | Лео Шаров                 |
| (ЦФА [АО «Марка»] № 4906) (Mi #4789)                                  |             | Почтово-благотворительный выпуск «Туризм под знаком Олимпиады в СССР»: - «Туризм по Золотому кольцу»: Загорск. Дворец культуры. | 1,00+0,50 руб. | 16 ноября 1978 года   | 700 000   | Лео Шаров                 |
| (ЦФА [АО «Марка»] № 4907) (Mi #4790)                                  |             | Почтово-благотворительный выпуск «Туризм под знаком Олимпиады в СССР»: - «Туризм по Золотому кольцу»: Ростов. Вид на Кремль. | 1,00+0,50 руб. | 16 ноября 1978 года   | 700 000   | Лео Шаров                 |
| (ЦФА [АО «Марка»] № 4908) (Mi #4791)                                  |             | Почтово-благотворительный выпуск «Туризм под знаком Олимпиады в СССР»: - «Туризм по Золотому кольцу»: Ростов. Панорама города. | 1,00+0,50 руб. | 16 ноября 1978 года   | 700 000   | Лео Шаров                 |
| (ЦФА [АО «Марка»] № 4909) (Mi #4810)                                  |             | Почтово-благотворительный выпуск «Туризм под знаком Олимпиады в СССР»: - «Туризм по Золотому кольцу»: Переславль-Залесский. Памятник А. Невскому. | 1,00+0,50 руб. | 25 декабря 1978 года  | 700 000   | Лео Шаров                 |
| (ЦФА [АО «Марка»] № 4910) (Mi #4811)                                  |             | Почтово-благотворительный выпуск «Туризм под знаком Олимпиады в СССР»: - «Туризм по Золотому кольцу»: Переславль-Залесский. Памятник Петру I. | 1,00+0,50 руб. | 25 декабря 1978 года  | 700 000   | Лео Шаров                 |
| (ЦФА [АО «Марка»] № 4911) (Mi #4812)                                  |             | Почтово-благотворительный выпуск «Туризм под знаком Олимпиады в СССР»: - «Туризм по Золотому кольцу»: Ярославль. Панорама города. | 1,00+0,50 руб. | 25 декабря 1978 года  | 700 000   | Лео Шаров                 |
| (ЦФА [АО «Марка»] № 4912) (Mi #4813)                                  |             | Почтово-благотворительный выпуск «Туризм под знаком Олимпиады в СССР»: - «Туризм по Золотому кольцу»: Ярославль. Спасо-Преображенский монастырь. | 1,00+0,50 руб. | 25 декабря 1978 года  | 700 000   | Лео Шаров                 |
| (ЦФА [АО «Марка»] № 4947) (Mi #4830)                                  |             | Почтово-благотворительный выпуск «Игры XXII Олимпиады. Москва-80»: - Спортивная гимнастика. Вольные упражнения. | 0,04+0,02 руб. | 21 марта 1979 года    | 6 000 000 | Николай Литвинов          |
| (ЦФА [АО «Марка»] № 4948) (Mi #4831)                                  |             | Почтово-благотворительный выпуск «Игры XXII Олимпиады. Москва-80»: - Спортивная гимнастика. Параллельные брусья. | 0,06+0,03 руб. | 21 марта 1979 года    | 6 000 000 | Николай Литвинов          |
| (ЦФА [АО «Марка»] № 4949) (Mi #4832)                                  |             | Почтово-благотворительный выпуск «Игры XXII Олимпиады. Москва-80»: - Спортивная гимнастика. Перекладина. | 0,10+0,05 руб. | 21 марта 1979 года    | 5 000 000 | Николай Литвинов          |
| (ЦФА [АО «Марка»] № 4950) (Mi #4833)                                  |             | Почтово-благотворительный выпуск «Игры XXII Олимпиады. Москва-80»: - Спортивная гимнастика. Упражнения на бревне. | 0,16+0,06 руб. | 21 марта 1979 года    | 4 500 000 | Николай Литвинов          |
| (ЦФА [АО «Марка»] № 4951) (Mi #4834)                                  |             | Почтово-благотворительный выпуск «Игры XXII Олимпиады. Москва-80»: - Спортивная гимнастика. Разновысокие брусья. | 0,20+0,10 руб. | 21 марта 1979 года    | 1 200 000 | Николай Литвинов          |
| (ЦФА [АО «Марка»] № 4952) (Mi #4835)                                  |             | Почтово-благотворительный выпуск «Игры XXII Олимпиады. Москва-80»: - почтовый блок «Упражнение на кольцах». | 0,50+0,25 руб. | 21 марта 1979 года    | 700 000   | Николай Литвинов          |
| (ЦФА [АО «Марка»] № 4974) (Mi #4856)                                  |             | Почтово-благотворительный выпуск «Игры XXII Олимпиады. Москва-80»: - Футбол. | 0,04+0,02 руб. | 20 июня 1979 года     | 6 000 000 | Николай Литвинов          |
| (ЦФА [АО «Марка»] № 4975) (Mi #4857)                                  |             | Почтово-благотворительный выпуск «Игры XXII Олимпиады. Москва-80»: - Баскетбол. | 0,06+0,03 руб. | 20 июня 1979 года     | 6 000 000 | Николай Литвинов          |
| (ЦФА [АО «Марка»] № 4976) (Mi #4858)                                  |             | Почтово-благотворительный выпуск «Игры XXII Олимпиады. Москва-80»: - Волейбол. | 0,10+0,50 руб. | 20 июня 1979 года     | 5 000 000 | Николай Литвинов          |
| (ЦФА [АО «Марка»] № 4977) (Mi #4859)                                  |             | Почтово-благотворительный выпуск «Игры XXII Олимпиады. Москва-80»: - Ручной мяч. | 0,16+0,06 руб. | 20 июня 1979 года     | 4 500 000 | Николай Литвинов          |
| (ЦФА [АО «Марка»] № 4978) (Mi #4860)                                  |             | Почтово-благотворительный выпуск «Игры XXII Олимпиады. Москва-80»: - Хоккей на траве. | 0,20+0,10 руб. | 20 июня 1979 года     | 1 200 000 | Николай Литвинов          |
| (ЦФА [АО «Марка»] № 4990) (Mi #4875)                                  |             | Почтово-благотворительный выпуск «Туризм под знаком Олимпиады в СССР»: - Ташкент. Монумент «Мужество». | 1,00+0,50 руб. | 5 сентября 1979 года  | 700 000   | Лео Шаров                 |
| (ЦФА [АО «Марка»] № 4991) (Mi #4874)                                  |             | Почтово-благотворительный выпуск «Туризм под знаком Олимпиады в СССР»: - Самарканд. Медресе Шер-Дор. | 1,00+0,50 руб. | 5 сентября 1979 года  | 700 000   | Лео Шаров                 |
| (ЦФА [АО «Марка»] № 4992) (Mi #4873)                                  |             | Почтово-благотворительный выпуск «Туризм под знаком Олимпиады в СССР»: - Тбилиси. Скульптура «Муза» работы М. Бердзенишвили и И. Чхенкели, и здание концертного зала Грузинской филармонии.                                                                                 | 1,00+0,50 руб. | 5 сентября 1979 года  | 700 000   | Лео Шаров                 |
| (ЦФА [АО «Марка»] № 4993) (Mi #4872)                                  |             | Почтово-благотворительный выпуск «Туризм под знаком Олимпиады в СССР»: - Тбилиси. Крепость Нарикала. | 1,00+0,50 руб. | 5 сентября 1979 года  | 700 000   | Лео Шаров                 |
| (ЦФА [АО «Марка»] № 4994) (Mi #4876)                                  |             | Почтово-благотворительный выпуск «Туризм под знаком Олимпиады в СССР»: - Ереван — крепость Эребуни. Бронзовый грифон. | 1,00+0,50 руб. | 10 октября 1979 года  | 700 000   | Лео Шаров                 |
| (ЦФА [АО «Марка»] № 4995) (Mi #4877)                                  |             | Почтово-благотворительный выпуск «Туризм под знаком Олимпиады в СССР»: - Ереван. Театр оперы и балета им. А. Спендиарова. | 1,00+0,50 руб. | 10 октября 1979 года  | 700 000   | Лео Шаров                 |
| (ЦФА [АО «Марка»] № 5016) (Mi #4898)                                  |             | Новогодняя марка «С Новым, 1980 годом!»: - Олимпийский Мишка. | 0,04 руб.      | 28 ноября 1979 года   | 7 000 000 | Тарас Панченко            |
| (ЦФА [АО «Марка»] № 5033) (Mi #4915)                                  |             | Серия «XIII зимние Олимпийские игры в Лейк-Плэсиде (США)»: - Конькобежный спорт. | 0,04 руб.      | 22 января 1980 года   | 8 600 000 | И. Сущенко                |
| (ЦФА [АО «Марка»] № 5034) (Mi #4916)                                  |             | Серия «XIII зимние Олимпийские игры в Лейк-Плэсиде (США)»: - Фигурное катание. | 0,06 руб.      | 22 января 1980 года   | 7 800 000 | И. Сущенко                |
| (ЦФА [АО «Марка»] № 5035) (Mi #4917)                                  |             | Серия «XIII зимние Олимпийские игры в Лейк-Плэсиде (США)»: - Хоккей с шайбой. | 0,10 руб.      | 22 января 1980 года   | 6 300 000 | И. Сущенко                |
| (ЦФА [АО «Марка»] № 5036) (Mi #4918)                                  |             | Серия «XIII зимние Олимпийские игры в Лейк-Плэсиде (США)»: - Горнолыжный спорт. | 0,15 руб.      | 22 января 1980 года   | 5 400 000 | И. Сущенко                |
| (ЦФА [АО «Марка»] № 5037) (Mi #4919)                                  |             | Серия «XIII зимние Олимпийские игры в Лейк-Плэсиде (США)»: - Санный спорт. | 0,20 руб.      | 22 января 1980 года   | 5 000 000 | И. Сущенко                |
| (ЦФА [АО «Марка»] № 5038) (Mi #4920)                                  |             | Серия «XIII зимние Олимпийские игры в Лейк-Плэсиде (США)»: - почтовый блок «Лыжные гонки». | 0,50 руб.      | 22 января 1980 года   | 2 000 000 | И. Сущенко                |
| (ЦФА [АО «Марка»] № 5039) (Mi #4921)                                  |             | Почтово-благотворительный выпуск «Игры XXII Олимпиады. Москва-80» (I выпуск): - Спринтерский бег. | 0,04+0,02 руб. | 6 февраля 1980 года   | 6 000 000 | Николай Литвинов          |
| (ЦФА [АО «Марка»] № 5040) (Mi #4922)                                  |             | Почтово-благотворительный выпуск «Игры XXII Олимпиады. Москва-80» (I выпуск): - Бег с барьерами. | 0,06+0,03 руб. | 6 февраля 1980 года   | 6 000 000 | Николай Литвинов          |
| (ЦФА [АО «Марка»] № 5041) (Mi #4923)                                  |             | Почтово-благотворительный выпуск «Игры XXII Олимпиады. Москва-80» (I выпуск): - Спортивная ходьба. | 0,10+0,05 руб. | 6 февраля 1980 года   | 5 000 000 | Николай Литвинов          |
| (ЦФА [АО «Марка»] № 5042) (Mi #4924)                                  |             | Почтово-благотворительный выпуск «Игры XXII Олимпиады. Москва-80» (I выпуск): - Прыжки в высоту. | 0,16+0,06 руб. | 6 февраля 1980 года   | 4 500 000 | Николай Литвинов          |
| (ЦФА [АО «Марка»] № 5043) (Mi #4925)                                  |             | Почтово-благотворительный выпуск «Игры XXII Олимпиады. Москва-80» (I выпуск): - Прыжки в длину. | 0,20+0,10 руб. | 6 февраля 1980 года   | 1 200 000 | Николай Литвинов          |
| (ЦФА [АО «Марка»] № 5044) (Mi #4932)                                  |             | Почтово-благотворительный выпуск «Игры XXII Олимпиады. Москва-80» (II выпуск): - Прыжки с шестом. | 0,04+0,02 руб. | 12 марта 1980 года    | 6 000 000 | Николай Литвинов          |
| (ЦФА [АО «Марка»] № 5045) (Mi #4933)                                  |             | Почтово-благотворительный выпуск «Игры XXII Олимпиады. Москва-80» (II выпуск): - Метание диска. | 0,06+0,03 руб. | 12 марта 1980 года    | 6 000 000 | Николай Литвинов          |
| (ЦФА [АО «Марка»] № 5046) (Mi #4934)                                  |             | Почтово-благотворительный выпуск «Игры XXII Олимпиады. Москва-80» (II выпуск): - Метание копья. | 0,10+0,05 руб. | 12 марта 1980 года    | 5 000 000 | Николай Литвинов          |
| (ЦФА [АО «Марка»] № 5047) (Mi #4935)                                  |             | Почтово-благотворительный выпуск «Игры XXII Олимпиады. Москва-80» (II выпуск): - Метание молота. | 0,16+0,06 руб. | 12 марта 1980 года    | 4 500 000 | Николай Литвинов          |
| (ЦФА [АО «Марка»] № 5048) (Mi #4936)                                  |             | Почтово-благотворительный выпуск «Игры XXII Олимпиады. Москва-80» (II выпуск): - Толкание ядра. | 0,20+0,10 руб. | 12 марта 1980 года    | 1 200 000 | Николай Литвинов          |
| (ЦФА [АО «Марка»] № 5049) (Mi #4937)                                  |             | Почтово-благотворительный выпуск «Игры XXII Олимпиады. Москва-80»: - почтовый блок «Эстафетный бег». | 0,50+0,25 руб. | 12 марта 1980 года    | 700 000   | Николай Литвинов          |
| (ЦФА [АО «Марка»] № 5051) (Mi #4927)                                  |             | Почтово-благотворительный выпуск «Туризм под знаком Олимпиады в СССР»: - Москва. Кремль. | 1,00+0,50 руб. | 27 февраля 1980 года  | 700 000   | Лео Шаров                 |
| (ЦФА [АО «Марка»] № 5052) (Mi #4928)                                  |             | Почтово-благотворительный выпуск «Туризм под знаком Олимпиады в СССР»: - Москва. Проспект Калинина. | 1,00+0,50 руб. | 27 февраля 1980 года  | 700 000   | Лео Шаров                 |
| (ЦФА [АО «Марка»] № 5053) (Mi #4940)                                  |             | Почтово-благотворительный выпуск «Туризм под знаком Олимпиады в СССР»: - Ленинград. Здание адмиралтейства. | 1,00+0,50 руб. | 25 марта 1980 года    | 700 000   | Лео Шаров                 |
| (ЦФА [АО «Марка»] № 5054) (Mi #4941)                                  |             | Почтово-благотворительный выпуск «Туризм под знаком Олимпиады в СССР»: - Ленинград. Памятник защитникам города. | 1,00+0,50 руб. | 25 марта 1980 года    | 700 000   | Лео Шаров                 |
| (ЦФА [АО «Марка»] № 5055) (Mi #4949)                                  |             | Почтово-благотворительный выпуск «Туризм под знаком Олимпиады в СССР»: - Киев. Памятник Богдану Хмельницкому. | 1,00+0,50 руб. | 30 апреля 1980 года   | 700 000   | Лео Шаров                 |
| (ЦФА [АО «Марка»] № 5056) (Mi #4950)                                  |             | Почтово-благотворительный выпуск «Туризм под знаком Олимпиады в СССР»: - Киев. Метромост через Днепр. | 1,00+0,50 руб. | 30 апреля 1980 года   | 700 000   | Лео Шаров                 |
| (ЦФА [АО «Марка»] № 5057) (Mi #4951)                                  |             | Почтово-благотворительный выпуск «Туризм под знаком Олимпиады в СССР»: - Минск. Дворец спорта. | 1,00+0,50 руб. | 30 апреля 1980 года   | 700 000   | Лео Шаров                 |
| (ЦФА [АО «Марка»] № 5058) (Mi #4952)                                  |             | Почтово-благотворительный выпуск «Туризм под знаком Олимпиады в СССР»: - Минск. Дом Кино Союза кинематографистов БССР. | 1,00+0,50 руб. | 30 апреля 1980 года   | 700 000   | Лео Шаров                 |
| (ЦФА [АО «Марка»] № 5059) (Mi #4953)                                  |             | Почтово-благотворительный выпуск «Туризм под знаком Олимпиады в СССР»: - Таллин. Старый город (Церковь Святого Олафа). | 1,00+0,50 руб. | 30 апреля 1980 года   | 700 000   | Лео Шаров                 |
| (ЦФА [АО «Марка»] № 5060) (Mi #4954)                                  |             | Почтово-благотворительный выпуск «Туризм под знаком Олимпиады в СССР»: - Таллин. Гостиница «Виру». | 1,00+0,50 руб. | 30 апреля 1980 года   | 700 000   | Лео Шаров                 |
| (ЦФА [АО «Марка»] № 5126) (Mi #5008)                                  |             | Почтовый блок «Успешное завершение Игр XXII Олимпиады в Москве»: - «Эстафета Олимпийского Огня». | 1,00 руб.      | 21 ноября 1980 года   | 700 000   | Юрий Левиновский          |
| (ЦФА [АО «Марка»] № 5472) (Mi #5352)                                  |             | Серия «XIV зимние Олимпийские игры в Сараево (Югославия)»: - Биатлон. | 0,05 руб.      | 8 февраля 1984 года   | 7 400 000 | Николай Литвинов          |
| (ЦФА [АО «Марка»] № 5473) (Mi #5353)                                  |             | Серия «XIV зимние Олимпийские игры в Сараево (Югославия)»: - Конькобежный спорт. | 0,10 руб.      | 8 февраля 1984 года   | 6 900 000 | Николай Литвинов          |
| (ЦФА [АО «Марка»] № 5474) (Mi #5354)                                  |             | Серия «XIV зимние Олимпийские игры в Сараево (Югославия)»: - Хоккей с шайбой. | 0,20 руб.      | 8 февраля 1984 года   | 6 100 000 | Николай Литвинов          |
| (ЦФА [АО «Марка»] № 5475) (Mi #5355)                                  |             | Серия «XIV зимние Олимпийские игры в Сараево (Югославия)»: - Фигурное катание. | 0,45 руб.      | 8 февраля 1984 года   | 5 400 000 | Николай Литвинов          |
| (ЦФА [АО «Марка»] № 5693) (Mi #5572)                                  |             | 90-летие первых Олимпийских игр: - медаль Первых Олимпийских игр. | 0,15 руб.      | 10 января 1986 года   | 2 500 000 | Юрий Арцименев            |
| (ЦФА [АО «Марка»] № 5905) (Mi #5788)                                  |             | Серия «XV зимние Олимпийские игры Калгари — 1988»: - Биатлон. | 0,05 руб.      | 4 января 1988 года    | 5 200 000 | Иван Козлов               |
| (ЦФА [АО «Марка»] № 5906) (Mi #5789)                                  |             | Серия «XV зимние Олимпийские игры Калгари — 1988»: - Лыжные гонки. | 0,10 руб.      | 4 января 1988 года    | 4 000 000 | Иван Козлов               |
| (ЦФА [АО «Марка»] № 5907) (Mi #5790)                                  |             | Серия «XV зимние Олимпийские игры Калгари — 1988»: - Слалом. | 0,15 руб.      | 4 января 1988 года    | 3 200 000 | Иван Козлов               |
| (ЦФА [АО «Марка»] № 5908) (Mi #5791)                                  |             | Серия «XV зимние Олимпийские игры Калгари — 1988»: - Фигурное катание. | 0,20 руб.      | 4 января 1988 года    | 2 900 000 | Иван Козлов               |
| (ЦФА [АО «Марка»] № 5909) (Mi #5792)                                  |             | Серия «XV зимние Олимпийские игры Калгари — 1988»: - Прыжки с трамплина. | 0,30 руб.      | 4 января 1988 года    | 2 800 000 | Иван Козлов               |
| (ЦФА [АО «Марка»] № 5910) (Mi #5793)                                  |             | Серия «XV зимние Олимпийские игры Калгари — 1988», почтовый блок: - Хоккей с шайбой. | 0,50 руб.      | 4 января 1988 года    | 1 150 000 | Иван Козлов               |
| (ЦФА [АО «Марка»] № 5943) (Mi #5793)                                  |             | Серия «XV зимние Олимпийские игры Калгари — 1988»: почтовый блок «Победа советских спортсменов на XV зимних Олимпийских играх» (рисунок и цвет блока (ЦФА [АО «Марка»] № 5910)) с надпечаткой: «Спортсмены СССР завоевали 11 золотых, 9 серебряных и 9 бронзовых медалей!». | 0,50 руб.      | 12 мая 1988 года      | 600 000   | Иван Козлов               |
| (ЦФА [АО «Марка»] № 5958) (Mi #5840)                                  |             | Серия «XXIV Олимпийские игры в Сеуле (Корея)»: - Барьерный бег. | 0,05 руб.      | 29 июня 1988 года     | 5 200 000 | Юрий Арцименев            |
| (ЦФА [АО «Марка»] № 5959) (Mi #5841)                                  |             | Серия «XXIV Олимпийские игры в Сеуле (Корея)»: - Прыжки в длину. | 0,10 руб.      | 29 июня 1988 года     | 4 000 000 | Юрий Арцименев            |
| (ЦФА [АО «Марка»] № 5960) (Mi #5842)                                  |             | Серия «XXIV Олимпийские игры в Сеуле (Корея)»: - Баскетбол. | 0,15 руб.      | 29 июня 1988 года     | 3 200 000 | Юрий Арцименев            |
| (ЦФА [АО «Марка»] № 5961) (Mi #5843)                                  |             | Серия «XXIV Олимпийские игры в Сеуле (Корея)»: - Художественная гимнастика. | 0,20 руб.      | 29 июня 1988 года     | 2 900 000 | Юрий Арцименев            |
| (ЦФА [АО «Марка»] № 5962) (Mi #5844)                                  |             | Серия «XXIV Олимпийские игры в Сеуле (Корея)»: - Плавание. | 0,30 руб.      | 29 июня 1988 года     | 2 800 000 | Юрий Арцименев            |
| (ЦФА [АО «Марка»] № 5963) (Mi #5845)                                  |             | Серия «XXIV Олимпийские игры в Сеуле (Корея)», почтовый блок: - Футбол. | 0,50 руб.      | 29 июня 1988 года     | 1 150 000 | Юрий Арцименев            |
| (ЦФА [АО «Марка»] № 6012) (Mi #5845)                                  |             | Серия «XXIV Олимпийские игры в Сеуле (Корея)»: почтовый блок «Победа советских спортсменов на XXIV летних Олимпийских играх» (рисунок и цвет блока (ЦФА [АО «Марка»] № 5963)) с надпечаткой: «Спортсмены СССР завоевали 55 золотых, 31 серебряную и 46 бронзовых медалей!». | 0,50 руб.      | 20 декабря 1988 года  | 550 000   | Юрий Арцименев            |
| (ЦФА [АО «Марка»] № 6348) (Mi #6225)                                  |             | Предолимпийский выпуск: «XXV летние Олимпийские игры (Барселона, Испания 25.07-09.08.1992)»: - Гребля на каноэ. | 0,10 руб.      | 4 сентября 1991 года  | 3 300 000 | Владимир Бельтюков        |
| (ЦФА [АО «Марка»] № 6349) (Mi #6226)                                  |             | Предолимпийский выпуск: «XXV летние Олимпийские игры (Барселона, Испания 25.07-09.08.1992)»: - Бег. | 0,20 руб.      | 4 сентября 1991 года  | 2 700 000 | Владимир Бельтюков        |
| (ЦФА [АО «Марка»] № 6350) (Mi #6227)                                  |             | Предолимпийский выпуск: «XXV летние Олимпийские игры (Барселона, Испания 25.07-09.08.1992)»: - Футбол. | 0,30 руб.      | 4 сентября 1991 года  | 2 200 000 | Владимир Бельтюков        |

## Четырнадцатый выпуск стандартных марок (1988—1991)
Порядок следования элементов в таблице соответствует номеру по каталогу марок СССР (ЦФА), в скобках приведены номера по каталогу «Михель».
| № по каталогу                        | Изображение | Описание и источники               | Номинал   | Дата выпуска      | Тираж     | Художник         |
| ------------------------------------ | ----------- | ---------------------------------- | --------- | ----------------- | --------- | ---------------- |
| (ЦФА [АО «Марка»] № 6020) (Mi #5901) |             | Дискобол на фоне олимпийских колец | 0,25 руб. | декабрь 1988 года | 8 000 000 | Владислав Коваль |
| (ЦФА [АО «Марка»] № 6152) (Mi #6032) |             | Дискобол на фоне олимпийских колец | 0,25      | декабрь 1989 года | 7 000 000 | Владислав Коваль |

## Комментарии
1. ↑  Каталог включает описание государственных знаков почтовой оплаты Российской Федерации (марок, блоков, малых листов, буклетов), выпущенных  в обращение на территории СССР с августа 1923 по декабрь 1991 года.
2. ↑  Коммеморативные марки — обобщённое название специальных художественных (памятных, юбилейных и других) почтовых марок. Для упрощения терминологии в случаях, когда требуется лишь подчеркнуть, что данная марка не является общеупотребляемой (то есть стандартной), под термином «коммеморативная марка» подразумевают, кроме перечисленных выше, также тематические марки (рисунки которых посвящены определённой теме коллекционирования). Также все упомянутые марки, объединённые термином «коммеморативная», имеют общую черту: как правило, такие марки изготовляются на высоком полиграфическом уровне[4].
3. ↑  Ниже приведён перечень памятных художественных марок (с возможностью сортировки по номиналу, тиражу и дате введения в обращение).
4. ↑  Первым филателистическим материалом советской олимпийской филателии стала серия 1957 года (ЦФА [АО «Марка»] № 2025—2030) в ознаменование XVI Летних Олимпийских игр в Мельбурне, которые проводились годом раньше — в 1956 году. На марках рисунки, символизирующие виды спорта представленные на Играх:  (ЦФА [АО «Марка»] № 2025) чёрно-коричневая, синяя — метание копья. Офсет + литография, перфорирована: линейная зубцовка 12½ (на каждые 2 сантиметра края марки приходится 12½ зубцов). В марочных листах 72 (12×6) марок[5][9][25].
5. ↑  Первым филателистическим материалом советской олимпийской филателии стала серия 1957 года (ЦФА [АО «Марка»] № 2025—2030) в ознаменование XVI Летних Олимпийских игр в Мельбурне, которые проводились годом раньше — в 1956 году. На марках рисунки, символизирующие виды спорта представленные на Играх:  (ЦФА [АО «Марка»] № 2026) лиловая, зелёная — бег. Офсет + литография, перфорирована: линейная зубцовка 12½ (на каждые 2 сантиметра края марки приходится 12½ зубцов). В марочных листах 72 (12×6) марок[5][9][25].
6. ↑  Первым филателистическим материалом советской олимпийской филателии стала серия 1957 года (ЦФА [АО «Марка»] № 2025—2030) в ознаменование XVI Летних Олимпийских игр в Мельбурне, которые проводились годом раньше — в 1956 году. На марках рисунки, символизирующие виды спорта представленные на Играх:  (ЦФА [АО «Марка»] № 2027) ультрамариновая, жёлто-оранжевая — гимнаст на брусьях. Офсет + литография, перфорирована: линейная зубцовка 12½ (на каждые 2 сантиметра края марки приходится 12½ зубцов). В марочных листах 72 (12×6) марок[5][9][25].
7. ↑  Первым филателистическим материалом советской олимпийской филателии стала серия 1957 года (ЦФА [АО «Марка»] № 2025—2030) в ознаменование XVI Летних Олимпийских игр в Мельбурне, которые проводились годом раньше — в 1956 году. На марках рисунки, символизирующие виды спорта представленные на Играх:  (ЦФА [АО «Марка»] № 2028) тёмно-серая, лиловая — бокс. Офсет + литография, перфорирована: линейная зубцовка 12½ (на каждые 2 сантиметра края марки приходится 12½ зубцов). В марочных листах 72 (12×6) марок[5][9][25].
8. ↑  Первым филателистическим материалом советской олимпийской филателии стала серия 1957 года (ЦФА [АО «Марка»] № 2025—2030) в ознаменование XVI Летних Олимпийских игр в Мельбурне, которые проводились годом раньше — в 1956 году. На многоцветных марках рисунки, символизирующие виды спорта представленные на Играх:  (ЦФА [АО «Марка»] № 2029) — футбол. Офсет + литография, перфорирована: линейная зубцовка 12½ (на каждые 2 сантиметра края марки приходится 12½ зубцов). В марочных листах 72 (6×12) марок[5][9][25]. Кроме того, участию сборной СССР по футболу в отборочных матчах Олимпиады в Мельбурне был посвящён художественный конверт, подготовленный в Израиле в июле 1956 года[27].
9. ↑  Первым филателистическим материалом советской олимпийской филателии стала серия 1957 года (ЦФА [АО «Марка»] № 2025—2030) в ознаменование XVI Летних Олимпийских игр в Мельбурне, которые проводились годом раньше — в 1956 году. На марках рисунки, символизирующие виды спорта представленные на Играх:  (ЦФА [АО «Марка»] № 2030) тёмно-коричневая, фиолетовая — штангист. Офсет + литография, перфорирована: линейная зубцовка 12½ (на каждые 2 сантиметра края марки приходится 12½ зубцов). В марочных листах 72 (12×6) марок[5][9][25].
10. ↑  Зимние Олимпийские игры в Скво-Вэлли (США). На марках рисунки, символизирующие виды спорта представленные на Играх:  (ЦФА [АО «Марка»] № 2396) — хоккей с шайбой, серо-фиолетовая, оранжевая. Офсет, перфорирована: гребенчатая зубцовка 11½ (на каждые 2 сантиметра края марки приходится 11½ зубцов). В марочных листах 20 (5×4) марок[5][10][28].
11. ↑  Зимние Олимпийские игры в Скво-Вэлли (США). На марках рисунки, символизирующие виды спорта представленные на Играх:  (ЦФА [АО «Марка»] № 2397) — конькобежный спорт, многоцветная. Офсет, перфорирована: гребенчатая зубцовка 11½ (на каждые 2 сантиметра края марки приходится 11½ зубцов). В марочных листах 20 (5×4) марок[5][10][28].
12. ↑  Зимние Олимпийские игры в Скво-Вэлли (США). На марках рисунки, символизирующие виды спорта представленные на Играх:  (ЦФА [АО «Марка»] № 2398) — слалом, сине-фиолетовая, оранжевая, бледно-лиловая. Офсет, перфорирована: гребенчатая зубцовка 11½ (на каждые 2 сантиметра края марки приходится 11½ зубцов). В марочных листах 20 (5×4) марок[5][10][28].
13. ↑  Зимние Олимпийские игры в Скво-Вэлли (США). На марках рисунки, символизирующие виды спорта представленные на Играх:  (ЦФА [АО «Марка»] № 2399) — фигурное катание, многоцветная. Офсет, перфорирована: гребенчатая зубцовка 11½ (на каждые 2 сантиметра края марки приходится 11½ зубцов). В марочных листах 20 (5×4) марок[5][10][28].
14. ↑  Зимние Олимпийские игры в Скво-Вэлли (США). На марках рисунки, символизирующие виды спорта представленные на Играх:  (ЦФА [АО «Марка»] № 2400) — прыжки с трамплина, многоцветная. Офсет, перфорирована: гребенчатая зубцовка 11½ (на каждые 2 сантиметра края марки приходится 11½ зубцов). В марочных листах 20 (5×4) марок[5][10][28].
15. ↑  XVII Олимпийские игры в Риме. На марках рисунки, символизирующие виды спорта представленные на Играх:  (ЦФА [АО «Марка»] № 2450) — бег, многоцветная. Офсет, перфорирована: гребенчатая зубцовка 11½ (на каждые 2 сантиметра края марки приходится 11½ зубцов). В марочных листах 20 (5×4) марок[5][10][30].
16. ↑  XVII Олимпийские игры в Риме. На марках рисунки, символизирующие виды спорта представленные на Играх:  (ЦФА [АО «Марка»] № 2451) — борьба, многоцветная. Офсет, перфорирована: гребенчатая зубцовка 11½ (на каждые 2 сантиметра края марки приходится 11½ зубцов). В марочных листах 20 (4×5) марок[5][10][30].
17. ↑  XVII Олимпийские игры в Риме. На марках рисунки, символизирующие виды спорта представленные на Играх:  (ЦФА [АО «Марка»] № 2452) — баскетбол, многоцветная. Офсет, перфорирована: гребенчатая зубцовка 11½ (на каждые 2 сантиметра края марки приходится 11½ зубцов). В марочных листах 20 (5×4) марок[5][10][30].
18. ↑  XVII Олимпийские игры в Риме. На марках рисунки, символизирующие виды спорта представленные на Играх:  (ЦФА [АО «Марка»] № 2453) — тяжёлая атлетика, многоцветная. Офсет, перфорирована: гребенчатая зубцовка 11½ (на каждые 2 сантиметра края марки приходится 11½ зубцов). В марочных листах 20 (5×4) марок[5][10][30].
19. ↑  XVII Олимпийские игры в Риме. На марках рисунки, символизирующие виды спорта представленные на Играх:  (ЦФА [АО «Марка»] № 2454) — бокс, многоцветная. Офсет, перфорирована: гребенчатая зубцовка 11½ (на каждые 2 сантиметра края марки приходится 11½ зубцов). В марочных листах 20 (4×5) марок[5][10][30].
20. ↑  XVII Олимпийские игры в Риме. На марках рисунки, символизирующие виды спорта представленные на Играх:  (ЦФА [АО «Марка»] № 2455) — гимнастика, многоцветная. Офсет, перфорирована: гребенчатая зубцовка 11½ (на каждые 2 сантиметра края марки приходится 11½ зубцов). В марочных листах 20 (5×4) марок[5][10][30].
21. ↑  XVII Олимпийские игры в Риме. На марках рисунки, символизирующие виды спорта представленные на Играх:  (ЦФА [АО «Марка»] № 2456) — фехтование, многоцветная. Офсет, перфорирована: гребенчатая зубцовка 11½ (на каждые 2 сантиметра края марки приходится 11½ зубцов). В марочных листах 20 (5×4) марок[5][10][30].
22. ↑  XVII Олимпийские игры в Риме. На марках рисунки, символизирующие виды спорта представленные на Играх:  (ЦФА [АО «Марка»] № 2457) — прыжки в воду, многоцветная. Офсет, перфорирована: гребенчатая зубцовка 11½ (на каждые 2 сантиметра края марки приходится 11½ зубцов). В марочных листах 20 (5×4) марок[5][10][30].
23. ↑  XVII Олимпийские игры в Риме. На марках рисунки, символизирующие виды спорта представленные на Играх:  (ЦФА [АО «Марка»] № 2458) — гребля на каноэ, многоцветная. Офсет, перфорирована: гребенчатая зубцовка 11½ (на каждые 2 сантиметра края марки приходится 11½ зубцов). В марочных листах 20 (5×4) марок[5][10][30].
24. ↑  XVII Олимпийские игры в Риме. На марках рисунки, символизирующие виды спорта представленные на Играх:  (ЦФА [АО «Марка»] № 2459) — скачки с препятствиями, многоцветная. Офсет, перфорирована: гребенчатая зубцовка 11½ (на каждые 2 сантиметра края марки приходится 11½ зубцов). В марочных листах 20 (5×4) марок[5][10][30].
25. ↑  Международная ярмарка в Риччоне (Италия): карминовая типографская надпечатка на многоцветной марке  (ЦФА [АО «Марка»] № 2457) «XVII Олимпийские игры в Риме: прыжки в воду» текста «Международная ярмарка в Риччоне», многоцветная с надпечаткой. Офсет, перфорирована: гребенчатая зубцовка 11½ (на каждые 2 сантиметра края марки приходится 11½ зубцов). В марочных листах 20 (5×4) марок[10][31][30].
26. ↑  IX зимние Олимпийские игры в Инсбруке (Австрия). На марке  (ЦФА [АО «Марка»] № 2972) — конькобежный спорт, синяя, чёрная, малиновая. Разновидность  (ЦФА [АО «Марка»] № 2972-1) без чёрной краски (без номинала). Печать офсетная, без зубцов (с широкими полями). В марочных листах 50 (5×10) марок[11][31][32].
27. ↑  IX зимние Олимпийские игры в Инсбруке (Австрия). На марке  (ЦФА [АО «Марка»] № 2973) — лыжные гонки, малиновая, чёрная, синяя. Печать офсетная, без зубцов (с широкими полями). В марочных листах 50 (5×10) марок[11][31][32].
28. ↑  IX зимние Олимпийские игры в Инсбруке (Австрия). На марке  (ЦФА [АО «Марка»] № 2974) — эмблема Игр, ультрамариновая, красная, синяя. Разновидность  (ЦФА [АО «Марка»] № 2974-1) без чёрной краски (без номинала). Печать офсетная, без зубцов (с широкими полями). В марочных листах 50 (5×10) марок[11][31][32].
29. ↑  IX зимние Олимпийские игры в Инсбруке (Австрия). На марке  (ЦФА [АО «Марка»] № 2975) — биатлон, зелёная, чёрная, малиновая. Печать офсетная, без зубцов (с широкими полями). В марочных листах 50 (5×10) марок[11][31][32].
30. ↑  IX зимние Олимпийские игры в Инсбруке (Австрия). На марке  (ЦФА [АО «Марка»] № 2976) — фигурное катание, лиловая, чёрная, светло-зелёная. Печать офсетная, без зубцов (с широкими полями). В марочных листах 50 (5×10) марок[11][31][32].
31. ↑  IX зимние Олимпийские игры в Инсбруке (Австрия). На марке  (ЦФА [АО «Марка»] № 2977) — конькобежный спорт, синяя, чёрная, малиновая. Офсет, перфорирована: рамочная зубцовка 11½ (на каждые 2 сантиметра края марки приходится 11½ зубцов). В марочных листах 50 (5×10) марок[11][31][32].
32. ↑  IX зимние Олимпийские игры в Инсбруке (Австрия). На марке  (ЦФА [АО «Марка»] № 2978) — лыжные гонки, малиновая, чёрная, синяя. Офсет, перфорирована: рамочная зубцовка 11½ (на каждые 2 сантиметра края марки приходится 11½ зубцов). В марочных листах 50 (5×10) марок[11][31][32].
33. ↑  IX зимние Олимпийские игры в Инсбруке (Австрия). На марке  (ЦФА [АО «Марка»] № 2979) — эмблема Игр, ультрамариновая, красная, синяя. Офсет, перфорирована: рамочная зубцовка 11½ (на каждые 2 сантиметра края марки приходится 11½ зубцов). В марочных листах 50 (5×10) марок[11][31][32].
34. ↑  IX зимние Олимпийские игры в Инсбруке (Австрия). На марке  (ЦФА [АО «Марка»] № 2980) — биатлон, зелёная, чёрная, малиновая. Офсет, перфорирована: рамочная зубцовка 11½ (на каждые 2 сантиметра края марки приходится 11½ зубцов). В марочных листах 50 (5×10) марок[11][31][32].
35. ↑  IX зимние Олимпийские игры в Инсбруке (Австрия). На марке  (ЦФА [АО «Марка»] № 2981) — фигурное катание, лиловая, чёрная, светло-зелёная. Офсет, перфорирована: рамочная зубцовка 11½ (на каждые 2 сантиметра края марки приходится 11½ зубцов). В марочных листах 50 (5×10) марок[11][31][32].
36. ↑  IX зимние Олимпийские игры в Инсбруке (Австрия). Чёрная типографская надпечатка «Советские женщины-конькобежцы — сильнейшие в мире» на марке  (ЦФА [АО «Марка»] № 2977) — конькобежный спорт, синяя, чёрная, малиновая. Офсет, перфорирована: рамочная зубцовка 11½ (на каждые 2 сантиметра края марки приходится 11½ зубцов). В марочных листах 50 (5×10) марок[11][31][34].
37. ↑  IX зимние Олимпийские игры в Инсбруке (Австрия). Надпись «Советские хоккеисты — чемпионы зимней Олимпиады, Мира и Европы» на марке  (ЦФА [АО «Марка»] № 2983) — хоккеисты, красная, чёрная, сине-зелёная. Глубокая печать, перфорирована: рамочная зубцовка 11½ (на каждые 2 сантиметра края марки приходится 11½ зубцов). В марочных листах 50 (5×10) марок[11][31][34].
38. ↑  IX зимние Олимпийские игры в Инсбруке (Австрия). Чёрная типографская надпечатка «Советские лыжницы — сильнейшие в мире» на марке  (ЦФА [АО «Марка»] № 2978) — лыжные гонки, малиновая, чёрная, синяя. Офсет, перфорирована: рамочная зубцовка 11½ (на каждые 2 сантиметра края марки приходится 11½ зубцов). В марочных листах 50 (5×10) марок[11][31][34].
39. ↑  IX зимние Олимпийские игры в Инсбруке (Австрия). Чёрная типографская надпечатка «Слава советским спортсменам — победителям IX зимней Олимпиады!» на марке  (ЦФА [АО «Марка»] № 2979) — эмблема Игр, ультрамариновая, красная, синяя. Офсет, перфорирована: рамочная зубцовка 11½ (на каждые 2 сантиметра края марки приходится 11½ зубцов). В марочных листах 50 (5×10) марок[11][31][34].
40. ↑  IX зимние Олимпийские игры в Инсбруке (Австрия). Чёрная типографская надпечатка «Советские биатлонисты — сильнейшие в мире» на марке  (ЦФА [АО «Марка»] № 2980) — биатлон, зелёная, чёрная, малиновая. Офсет, перфорирована: рамочная зубцовка 11½ (на каждые 2 сантиметра края марки приходится 11½ зубцов). В марочных листах 50 (5×10) марок[11][31][34].
41. ↑  IX зимние Олимпийские игры в Инсбруке (Австрия). Чёрная типографская надпечатка «Советские фигуристы — первые победители IX зимней Олимпиады» на марке  (ЦФА [АО «Марка»] № 2981) — фигурное катание, лиловая, чёрная, светло-зелёная. Офсет, перфорирована: рамочная зубцовка 11½ (на каждые 2 сантиметра края марки приходится 11½ зубцов). В марочных листах 50 (5×10) марок[11][31][34].
42. ↑  IX зимние Олимпийские игры в Инсбруке (Австрия). Надпись «Инсбрук 1964, триумф Советского спорта: 11 золотых, 8 серебряных, 6 бронзовых медалей» на марке  (ЦФА [АО «Марка»] № 2988) — медаль Олимпиады, серо-коричневая, кирпично-оранжевая. Глубокая печать, перфорирована: рамочная зубцовка 11½ (на каждые 2 сантиметра края марки приходится 11½ зубцов). В марочных листах 50 (5×10) марок[11][31][34].
43. ↑  XVIII Олимпийские игры в Токио (Япония). На марке  (ЦФА [АО «Марка»] № 3073) — скачки, многоцветная. Глубокая печать, без зубцов (с широкими полями). В марочных листах 50 (5×10) марок[11][31][35].
44. ↑  XVIII Олимпийские игры в Токио (Япония). На марке  (ЦФА [АО «Марка»] № 3074) — тяжёлая атлетика, многоцветная. Глубокая печать, без зубцов (с широкими полями). В марочных листах 50 (5×10) марок[11][31][35].
45. ↑  XVIII Олимпийские игры в Токио (Япония). На марке  (ЦФА [АО «Марка»] № 3075) — прыжки в высоту, многоцветная. Глубокая печать, без зубцов (с широкими полями). В марочных листах 50 (5×10) марок[11][31][35].
46. ↑  XVIII Олимпийские игры в Токио (Япония). На марке  (ЦФА [АО «Марка»] № 3076) — гребля на каноэ, фон — сине-зелёный. Глубокая печать, без зубцов (с широкими полями). В марочных листах 50 (5×10) марок[11][31][35].
47. ↑  XVIII Олимпийские игры в Токио (Япония). На марке  (ЦФА [АО «Марка»] № 3077) — брусья, многоцветная. Глубокая печать, без зубцов (с широкими полями). В марочных листах 50 (5×10) марок[11][31][35].
48. ↑  XVIII Олимпийские игры в Токио (Япония). На марке  (ЦФА [АО «Марка»] № 3078) — фехтование, многоцветная. Глубокая печать, без зубцов (с широкими полями). В марочных листах 50 (5×10) марок[11][31][35].
49. ↑  XVIII Олимпийские игры в Токио (Япония). На марке  (ЦФА [АО «Марка»] № 3073) — скачки, многоцветная. Глубокая печать, перфорирована: рамочная зубцовка 11½ (на каждые 2 сантиметра края марки приходится 11½ зубцов). В марочных листах 50 (5×10) марок[11][31][35].
50. ↑  XVIII Олимпийские игры в Токио (Япония). На марке  (ЦФА [АО «Марка»] № 3074) — тяжёлая атлетика, многоцветная. Глубокая печать, перфорирована: рамочная зубцовка 11½ (на каждые 2 сантиметра края марки приходится 11½ зубцов). В марочных листах 50 (5×10) марок[11][31][35].
51. ↑  XVIII Олимпийские игры в Токио (Япония). На марке  (ЦФА [АО «Марка»] № 3075) — прыжки в высоту, многоцветная. Глубокая печать, перфорирована: рамочная зубцовка 11½ (на каждые 2 сантиметра края марки приходится 11½ зубцов). В марочных листах 50 (5×10) марок[11][31][35].
52. ↑  XVIII Олимпийские игры в Токио (Япония). На марке  (ЦФА [АО «Марка»] № 3076) — гребля на каноэ, фон — сине-зелёный. Глубокая печать, перфорирована: рамочная зубцовка 11½ (на каждые 2 сантиметра края марки приходится 11½ зубцов). В марочных листах 50 (5×10) марок[11][31][35].
53. ↑  XVIII Олимпийские игры в Токио (Япония). На марке  (ЦФА [АО «Марка»] № 3077) — брусья, многоцветная. Глубокая печать, перфорирована: рамочная зубцовка 11½ (на каждые 2 сантиметра края марки приходится 11½ зубцов). В марочных листах 50 (5×10) марок[11][31][35].
54. ↑  XVIII Олимпийские игры в Токио (Япония). На марке  (ЦФА [АО «Марка»] № 3078) — фехтование, многоцветная. Глубокая печать, перфорирована: рамочная зубцовка 11½ (на каждые 2 сантиметра края марки приходится 11½ зубцов). В марочных листах 50 (5×10) марок[11][31][35].
55. ↑  XVIII Олимпийские игры в Токио (Япония). Почтовый блок (или крупноформатная марка) 90×70 «Гимнастка», фон зелёный, с 6-тизначным номером. Автотипия на мелованной бумаге, без зубцов. «Зелёный блок» или «Токийский блок»[36] — филателистическое название первого изданного в СССР номерного почтового блока, выпущенного 31 июля 1964 года в ознаменование XVIII Олимпийских игр в Токио  (ЦФА [АО «Марка»] № 3085)  (Mi #2938) или  (Mi #Block33). Относится к наиболее редким выпускам (официальный тираж всего 35 000 экземпляров)[36]. Внимание! Требуется экспертиза: известны подделки номерного блока с хорошей полиграфией[11][37][38].
56. ↑  XVIII Олимпийские игры в Токио (Япония). Почтовый блок 90×70 «Гимнастка», многоцветная (фон жёлто-красно-коричневый), без номера. Автотипия на мелованной бумаге, без зубцов[11][39][38].
57. ↑  X зимние Олимпийские игры в Гренобле (Франция). На марке  (ЦФА [АО «Марка»] № 3529) — фигурное катание, многоцветная. Металлография в сочетании с глубокой тоновой печатью, перфорирована: рамочная зубцовка 11½ (на каждые 2 сантиметра края марки приходится 11½ зубцов). В марочных листах 50 (5×10) марок[12][39][40].
58. ↑  X зимние Олимпийские игры в Гренобле (Франция). На марке  (ЦФА [АО «Марка»] № 3530) — прыжки с трамплина, многоцветная. Металлография в сочетании с глубокой тоновой печатью, перфорирована: рамочная зубцовка 11½ (на каждые 2 сантиметра края марки приходится 11½ зубцов). В марочных листах 50 (5×10) марок[12][39][40].
59. ↑  X зимние Олимпийские игры в Гренобле (Франция). На марке  (ЦФА [АО «Марка»] № 3531) — эмблема Игр, многоцветная. Металлография в сочетании с глубокой тоновой печатью, перфорирована: рамочная зубцовка 11½ (на каждые 2 сантиметра края марки приходится 11½ зубцов). В марочных листах 50 (10×5) марок[12][39][40].
60. ↑  X зимние Олимпийские игры в Гренобле (Франция). На марке  (ЦФА [АО «Марка»] № 3532) — хоккей, коричневая, чёрная, синяя. Металлография в сочетании с глубокой тоновой печатью, перфорирована: рамочная зубцовка 11½ (на каждые 2 сантиметра края марки приходится 11½ зубцов). В марочных листах 50 (5×10) марок[12][39][40].
61. ↑  X зимние Олимпийские игры в Гренобле (Франция). На марке  (ЦФА [АО «Марка»] № 3533) — бег на лыжах, многоцветная. Металлография в сочетании с глубокой тоновой печатью, перфорирована: рамочная зубцовка 11½ (на каждые 2 сантиметра края марки приходится 11½ зубцов). В марочных листах 50 (5×10) марок[12][39][40].
62. ↑  XIX Олимпийские игры в Мехико. На марке  (ЦФА [АО «Марка»] № 3645) — спортивная гимнастика, голубая, сине-зелёная на золотистом фоне. Глубокая печать, перфорирована: рамочная зубцовка 11½ (на каждые 2 сантиметра края марки приходится 11½ зубцов). В марочных листах 50 (5×10) марок[13][39][42].
63. ↑  XIX Олимпийские игры в Мехико. На марке  (ЦФА [АО «Марка»] № 3646) — тяжёлая атлетика, розово-карминовая, лиловая на золотистом фоне. Глубокая печать, перфорирована: рамочная зубцовка 11½ (на каждые 2 сантиметра края марки приходится 11½ зубцов). В марочных листах 50 (5×10) марок[13][39][42].
64. ↑  XIX Олимпийские игры в Мехико. На марке  (ЦФА [АО «Марка»] № 3647) — академическая гребля, светло-зелёная, сине-зелёная на золотистом фоне. Глубокая печать, перфорирована: рамочная зубцовка 11½ (на каждые 2 сантиметра края марки приходится 11½ зубцов). В марочных листах 50 (5×10) марок[13][39][42].
65. ↑  XIX Олимпийские игры в Мехико. На марке  (ЦФА [АО «Марка»] № 3648) — Барьерный бег, красно-оранжевая, коричневая на золотистом фоне. Глубокая печать, перфорирована: рамочная зубцовка 11½ (на каждые 2 сантиметра края марки приходится 11½ зубцов). В марочных листах 50 (5×10) марок[13][39][42].
66. ↑  XIX Олимпийские игры в Мехико. На марке  (ЦФА [АО «Марка»] № 3649) — фехтование на рапирах, многоцветная. Глубокая печать, перфорирована: рамочная зубцовка 11½ (на каждые 2 сантиметра края марки приходится 11½ зубцов). В марочных листах 50 (5×10) марок[13][39][42].
67. ↑  XIX Олимпийские игры в Мехико. Почтовый блок 90×66 мм, на марке  (ЦФА [АО «Марка»] № 3650) — бегуны, многоцветная. Офсетная печать, перфорирована: комбинированная гребенчатая зубцовка 12½:12 (на каждые 2 сантиметра края марки приходится 12½:12 зубцов)[13][39][42].
68. ↑  XI зимние Олимпийские игры в Саппоро. На марке  (ЦФА [АО «Марка»] № 4097) — конькобежный спорт, многоцветная. Офсетная печать на мелованной бумаге, перфорирована: комбинированная гребенчатая зубцовка 12:12½ (на каждые 2 сантиметра края марки приходится 12:12½ зубцов). В марочных листах 25 (5×5) марок[14][44][45].
69. ↑  XI зимние Олимпийские игры в Саппоро. На марке  (ЦФА [АО «Марка»] № 4098) — фигурное катание, многоцветная. Офсетная печать на мелованной бумаге, перфорирована: комбинированная гребенчатая зубцовка 12:12½ (на каждые 2 сантиметра края марки приходится 12:12½ зубцов). В марочных листах 25 (5×5) марок[14][44][45].
70. ↑  XI зимние Олимпийские игры в Саппоро. На марке  (ЦФА [АО «Марка»] № 4099) — хоккей с шайбой, многоцветная. Офсетная печать на мелованной бумаге, перфорирована: комбинированная гребенчатая зубцовка 12:12½ (на каждые 2 сантиметра края марки приходится 12:12½ зубцов). В марочных листах 25 (5×5) марок[14][44][45].
71. ↑  XI зимние Олимпийские игры в Саппоро. На марке  (ЦФА [АО «Марка»] № 4100) — прыжки с трамплина, многоцветная. Офсетная печать на мелованной бумаге, перфорирована: комбинированная гребенчатая зубцовка 12:12½ (на каждые 2 сантиметра края марки приходится 12:12½ зубцов). В марочных листах 25 (5×5) марок[14][44][45].
72. ↑  XI зимние Олимпийские игры в Саппоро. На марке  (ЦФА [АО «Марка»] № 4101) — лыжные гонки, многоцветная. Офсетная печать на мелованной бумаге, перфорирована: комбинированная гребенчатая зубцовка 12:12½ (на каждые 2 сантиметра края марки приходится 12:12½ зубцов). В марочных листах 25 (5×5) марок[14][44][45].
73. ↑  XI зимние Олимпийские игры в Саппоро. Почтовый блок 65×90 мм, на марке  (ЦФА [АО «Марка»] № 4102) — эмблема Игр и Олимпийские кольца, многоцветная. Офсетная печать в сочетании с типографской печатью на мелованной бумаге, перфорирована: комбинированная рамочная зубцовка 12:12½ (на каждые 2 сантиметра края марки приходится 12:12½ зубцов)[14][47][45].
74. ↑  XI зимние Олимпийские игры в Саппоро. Почтовый блок 65×90 мм, на марке  (ЦФА [АО «Марка»] № 4102) — эмблема Игр и Олимпийские кольца, многоцветная. Типографская надпечатка чёрного цвета: «Советские спортсмены завоевали 8 золотых медалей, 5 серебряных, 3 бронзовых». Офсетная печать в сочетании с типографской печатью на мелованной бумаге, перфорирована: комбинированная рамочная зубцовка 12:12½ (на каждые 2 сантиметра края марки приходится 12:12½ зубцов)[14][47][45].
75. ↑  XX летние Олимпийские игры в Мюнхене. На марке  (ЦФА [АО «Марка»] № 4136) — фехтование, лиловая, золотистая. Глубокая печать на мелованной бумаге, перфорирована: комбинированная гребенчатая зубцовка 12:11½ (на каждые 2 сантиметра края марки приходится 12:11½ зубцов). В марочных листах 25 (5×5) марок[14][47][48].
76. ↑  XX летние Олимпийские игры в Мюнхене. На марке  (ЦФА [АО «Марка»] № 4137) — гимнастика, зелёная, золотистая. Глубокая печать на мелованной бумаге, перфорирована: комбинированная гребенчатая зубцовка 12:11½ (на каждые 2 сантиметра края марки приходится 12:11½ зубцов). В марочных листах 25 (5×5) марок[14][47][48].
77. ↑  XX летние Олимпийские игры в Мюнхене. На марке  (ЦФА [АО «Марка»] № 4138) — гребля на каноэ, синяя, золотистая. Глубокая печать на мелованной бумаге, перфорирована: комбинированная гребенчатая зубцовка 12:11½ (на каждые 2 сантиметра края марки приходится 12:11½ зубцов). В марочных листах 25 (5×5) марок[14][47][48].
78. ↑  XX летние Олимпийские игры в Мюнхене. На марке  (ЦФА [АО «Марка»] № 4139) — бокс, сине-зелёная, золотистая. Глубокая печать на мелованной бумаге, перфорирована: комбинированная гребенчатая зубцовка 12:11½ (на каждые 2 сантиметра края марки приходится 12:11½ зубцов). В марочных листах 25 (5×5) марок[14][47][48].
79. ↑  XX летние Олимпийские игры в Мюнхене. На марке  (ЦФА [АО «Марка»] № 4140) — бег (спринт), красная, золотистая. Глубокая печать на мелованной бумаге, перфорирована: комбинированная гребенчатая зубцовка 12:11½ (на каждые 2 сантиметра края марки приходится 12:11½ зубцов). В марочных листах 25 (5×5) марок[14][47][48].
80. ↑  XX летние Олимпийские игры в Мюнхене. Почтовый блок 65×85 мм, на марке  (ЦФА [АО «Марка»] № 4141) — штангист, многоцветная. Глубокая печать на мелованной бумаге, перфорирована: комбинированная рамочная зубцовка 11½:12 (на каждые 2 сантиметра края марки приходится 11½:12 зубцов)[14][47][48].
81. ↑  XX летние Олимпийские игры в Мюнхене. На марке  (ЦФА [АО «Марка»] № 4142) — эмблема советских спортсменов на XX Играх, надпись «Слава советским спортсменам» многоцветная. Глубокая печать на мелованной бумаге, перфорирована: комбинированная гребенчатая зубцовка 12:11½ (на каждые 2 сантиметра края марки приходится 12:11½ зубцов). В марочных листах 25 (5×5) марок[14][47][48].
82. ↑  XX летние Олимпийские игры в Мюнхене. На марке  (ЦФА [АО «Марка»] № 4143) — медали Олимпиады, надпись «Слава советским олимпийцам, завоевавшим 50 золотых, 27 серебряных и 22 бронзовые награды!» многоцветная. Глубокая печать на мелованной бумаге, перфорирована: комбинированная гребенчатая зубцовка 12:11½ (на каждые 2 сантиметра края марки приходится 12:11½ зубцов). В марочных листах 25 (5×5) марок[14][47][48].
83. ↑  XX летние Олимпийские игры в Мюнхене. Почтовый блок 65×85 мм, на марке  (ЦФА [АО «Марка»] № 4141) — штангист, многоцветная. Типографская надпечатка красного цвета: «Слава советским олимпийцам, завоевавшим 50 золотых, 27 серебряных и 22 бронзовые награды!». Глубокая печать на мелованной бумаге, перфорирована: комбинированная рамочная зубцовка 11½:12 (на каждые 2 сантиметра края марки приходится 11½:12 зубцов)[14][47][48].
84. ↑  Почтовый блок 95×75 мм «Москва — столица XXII летних Олимпийских игр 1980 года». В блоке четыре многоцветные марки со спортивными сюжетами: на марке  (Mi #4320) — гимнастка, на марке  (Mi #4321) — бегуны, на марке  (Mi #4322) — футбол, на марке  (Mi #4323) — гребля. Глубокая печать на мелованной бумаге, перфорирована: комбинированная рамочная зубцовка 12:11½ (на каждые 2 сантиметра края марки приходится 12:11½ зубцов)[15][49][50].
85. ↑  XII зимние Олимпийские игры в Инсбруке. На марке  (ЦФА [АО «Марка»] № 4546) — хоккей с шайбой, многоцветная. Офсетная печать на мелованной бумаге, перфорирована: комбинированная гребенчатая зубцовка 12½:12 (на каждые 2 сантиметра края марки приходится 12½:12 зубцов). В марочных листах 36 (6×6) марок[16][49][52].
86. ↑  XII зимние Олимпийские игры в Инсбруке. На марке  (ЦФА [АО «Марка»] № 4547) — лыжные гонки, многоцветная. Офсетная печать на мелованной бумаге, перфорирована: комбинированная гребенчатая зубцовка 12½:12 (на каждые 2 сантиметра края марки приходится 12½:12 зубцов). В марочных листах 36 (6×6) марок[16][49][52].
87. ↑  XII зимние Олимпийские игры в Инсбруке. На марке  (ЦФА [АО «Марка»] № 4548) — фигурное катание, многоцветная. Офсетная печать на мелованной бумаге, перфорирована: комбинированная гребенчатая зубцовка 12½:12 (на каждые 2 сантиметра края марки приходится 12½:12 зубцов). В марочных листах 36 (6×6) марок[16][49][52].
88. ↑  XII зимние Олимпийские игры в Инсбруке. На марке  (ЦФА [АО «Марка»] № 4549) — конькобежный спорт, многоцветная. Офсетная печать на мелованной бумаге, перфорирована: комбинированная гребенчатая зубцовка 12½:12 (на каждые 2 сантиметра края марки приходится 12½:12 зубцов). В марочных листах 36 (6×6) марок[16][49][52].
89. ↑  XII зимние Олимпийские игры в Инсбруке. На марке  (ЦФА [АО «Марка»] № 4550) — санный спорт, многоцветная. Офсетная печать на мелованной бумаге, перфорирована: комбинированная гребенчатая зубцовка 12½:12 (на каждые 2 сантиметра края марки приходится 12½:12 зубцов). В марочных листах 36 (6×6) марок[16][49][52].
90. ↑  XII зимние Олимпийские игры в Инсбруке. Почтовый блок 90×80 мм, на марке  (ЦФА [АО «Марка»] № 4551) — эмблема Игр, многоцветная. Офсетная печать на UV бумаге, перфорирована: комбинированная рамочная зубцовка 12:12½ (на каждые 2 сантиметра края марки приходится 12:12½ зубцов)[16][49][52].
91. ↑  XII зимние Олимпийские игры в Инсбруке. Почтовый блок 90×80 мм, на марке  (ЦФА [АО «Марка»] № 4551) — эмблема Игр, многоцветная. Красная типографская надпечатка на блоке 4551 текста «Слава советскому спорту. Спортсмены СССР завоевали 13 золотых, 6 серебряных и 8 бронзовых медалей». Офсетная печать на UV бумаге, перфорирована: комбинированная рамочная зубцовка 12:12½ (на каждые 2 сантиметра края марки приходится 12:12½ зубцов)[16][49][52].
92. ↑  XXI летние Олимпийские игры в Монреале. На марке  (ЦФА [АО «Марка»] № 4583) — гребля на каноэ, многоцветная. Офсетная печать, перфорирована: комбинированная гребенчатая зубцовка 12½:12 (на каждые 2 сантиметра края марки приходится 12½:12 зубцов). В марочных листах 36 (6×6) марок[16][54][55].
93. ↑  XXI летние Олимпийские игры в Монреале. На марке  (ЦФА [АО «Марка»] № 4584) — баскетбол, многоцветная. Офсетная печать, перфорирована: комбинированная гребенчатая зубцовка 12:12½ (на каждые 2 сантиметра края марки приходится 12:12½ зубцов). В марочных листах 36 (6×6) марок[16][54][55].
94. ↑  XXI летние Олимпийские игры в Монреале. На марке  (ЦФА [АО «Марка»] № 4585) — классическая борьба, многоцветная. Офсетная печать, перфорирована: комбинированная гребенчатая зубцовка 12½:12 (на каждые 2 сантиметра края марки приходится 12½:12 зубцов). В марочных листах 36 (6×6) марок[16][54][55].
95. ↑  XXI летние Олимпийские игры в Монреале. На марке  (ЦФА [АО «Марка»] № 4586) — метание диска, многоцветная. Офсетная печать, перфорирована: комбинированная гребенчатая зубцовка 12:12½ (на каждые 2 сантиметра края марки приходится 12:12½ зубцов). В марочных листах 36 (6×6) марок[16][54][55].
96. ↑  XXI летние Олимпийские игры в Монреале. На марке  (ЦФА [АО «Марка»] № 4587) — стрельба, многоцветная. Офсетная печать, перфорирована: комбинированная гребенчатая зубцовка 12½:12 (на каждые 2 сантиметра края марки приходится 12½:12 зубцов). В марочных листах 36 (6×6) марок[16][54][55].
97. ↑  XXI летние Олимпийские игры в Монреале. Почтовый блок 65×90 мм, на марке  (ЦФА [АО «Марка»] № 4588) — медали Игр, многоцветная. Офсетная печать, перфорирована: комбинированная рамочная зубцовка 12½:12 (на каждые 2 сантиметра края марки приходится 12½:12 зубцов)[16][56][55].
98. ↑  XXI летние Олимпийские игры в Монреале. Почтовый блок 65×90 мм «Советскому спорту Слава!», на марке  (ЦФА [АО «Марка»] № 4588) — медали Игр, многоцветная. Золотистая офсетная надпечатка на блоке 4588 текста «Спортсмены СССР завоевали 47 золотых, 43 серебряных и 35 бронзовых медалей». Офсетная печать, перфорирована: комбинированная рамочная зубцовка 12½:12 (на каждые 2 сантиметра края марки приходится 12½:12 зубцов)[16][56][57].
99. ↑  Почтово-благотоворительный выпуск Игры XXII Олимпиады. Москва-80. На марке  (ЦФА [АО «Марка»] № 4668) — передача факела, многоцветная. Офсетная печать, перфорирована: рамочная зубцовка 11½ (на каждые 2 сантиметра края марки приходится 11½ зубцов). В марочных листах 36 (6×6) марок[16][56][58].
100. ↑  Почтово-благотоворительный выпуск Игры XXII Олимпиады. Москва-80. На марке  (ЦФА [АО «Марка»] № 4669) — эмблема Игр, многоцветная. Офсетная печать, перфорирована: рамочная зубцовка 11½ (на каждые 2 сантиметра края марки приходится 11½ зубцов). В марочных листах 36 (6×6) марок[16][56][58].
101. ↑  Почтово-благотоворительный выпуск Игры XXII Олимпиады. Москва-80. На марке  (ЦФА [АО «Марка»] № 4670) — эмблема Игр, многоцветная. Офсетная печать, перфорирована: рамочная зубцовка 11½ (на каждые 2 сантиметра края марки приходится 11½ зубцов). В марочных листах 36 (6×6) марок[16][56][58].
102. ↑  Почтово-благотоворительный выпуск Игры XXII Олимпиады. Москва-80, почтовый блок 62×85 мм «Москва — организатор Игр XXII Олимпиады». На марке  (ЦФА [АО «Марка»] № 4671) — макет Московского Кремля, многоцветная. Глубокая печать на мелованной бумаге, перфорирована: комбинированная рамочная зубцовка 11½:12 (на каждые 2 сантиметра края марки приходится 11½:12 зубцов)[16][56][58].
103. ↑  Почтово-благотоворительный выпуск Игры XXII Олимпиады. Москва-80. На марке  (ЦФА [АО «Марка»] № 4706) — классическая борьба, многоцветная. Офсетная печать, перфорирована: комбинированная гребенчатая зубцовка 12½:12 (на каждые 2 сантиметра края марки приходится 12½:12 зубцов). В марочных листах 36 (6×6) и малые листы (кляйнбогены) по 20 (4×5) марок[17][56][59].
104. ↑  Почтово-благотоворительный выпуск Игры XXII Олимпиады. Москва-80. На марке  (ЦФА [АО «Марка»] № 4707) — вольная борьба, многоцветная. Офсетная печать, перфорирована: комбинированная гребенчатая зубцовка 12½:12 (на каждые 2 сантиметра края марки приходится 12½:12 зубцов). В марочных листах 36 (6×6) и малые листы (кляйнбогены) по 20 (4×5) марок[17][56][59].
105. ↑  Почтово-благотоворительный выпуск Игры XXII Олимпиады. Москва-80. На марке  (ЦФА [АО «Марка»] № 4708) — борьба дзюдо, многоцветная. Офсетная печать, перфорирована: комбинированная гребенчатая зубцовка 12½:12 (на каждые 2 сантиметра края марки приходится 12½:12 зубцов). В марочных листах 36 (6×6) и малые листы (кляйнбогены) по 20 (4×5) марок[17][56][59].
106. ↑  Почтово-благотоворительный выпуск Игры XXII Олимпиады. Москва-80. На марке  (ЦФА [АО «Марка»] № 4709) — бокс многоцветная. Офсетная печать, перфорирована: комбинированная гребенчатая зубцовка 12½:12 (на каждые 2 сантиметра края марки приходится 12½:12 зубцов). В марочных листах 36 (6×6) и малые листы (кляйнбогены) по 20 (4×5) марок[17][56][59].
107. ↑  Почтово-благотоворительный выпуск Игры XXII Олимпиады. Москва-80. На марке  (ЦФА [АО «Марка»] № 4710) — тяжёлая атлетика. Штангист, многоцветная. Офсетная печать, перфорирована: комбинированная гребенчатая зубцовка 12½:12 (на каждые 2 сантиметра края марки приходится 12½:12 зубцов). В марочных листах 36 (6×6) и малые листы (кляйнбогены) по 20 (4×5) марок[17][56][59].
108. ↑  Почтово-благотоворительный выпуск Игры XXII Олимпиады. Москва-80. На марке  (ЦФА [АО «Марка»] № 4746) — велосипедные гонки, многоцветная. Офсетная печать, перфорирована: комбинированная гребенчатая зубцовка 12½:12 (на каждые 2 сантиметра края марки приходится 12½:12 зубцов). В марочных листах 36 (6×6) и малые листы (кляйнбогены) по 20 (4×5) марок[17][61][62].
109. ↑  Почтово-благотоворительный выпуск Игры XXII Олимпиады. Москва-80. На марке  (ЦФА [АО «Марка»] № 4747) — стрельба из лука, многоцветная. Офсетная печать, перфорирована: комбинированная гребенчатая зубцовка 12:12½ (на каждые 2 сантиметра края марки приходится 12:12½ зубцов). В марочных листах 36 (6×6) и малые листы (кляйнбогены) по 20 (5×4) марок[17][61][62].
110. ↑  Почтово-благотоворительный выпуск Игры XXII Олимпиады. Москва-80. На марке  (ЦФА [АО «Марка»] № 4748) — стрельба, многоцветная. Офсетная печать, перфорирована: комбинированная гребенчатая зубцовка 12½:12 (на каждые 2 сантиметра края марки приходится 12½:12 зубцов). В марочных листах 36 (6×6) и малые листы (кляйнбогены) по 20 (4×5) марок[17][61][62].
111. ↑  Почтово-благотоворительный выпуск Игры XXII Олимпиады. Москва-80. На марке  (ЦФА [АО «Марка»] № 4749) — конный спорт, серо-чёрная, оливковая. Офсетная печать, перфорирована: комбинированная гребенчатая зубцовка 12½:12 (на каждые 2 сантиметра края марки приходится 12½:12 зубцов). В марочных листах 36 (6×6) и малые листы (кляйнбогены) по 20 (4×5) марок[17][61][62].
112. ↑  Почтово-благотоворительный выпуск Игры XXII Олимпиады. Москва-80. На марке  (ЦФА [АО «Марка»] № 4750) — фехтование, многоцветная. Офсетная печать, перфорирована: комбинированная гребенчатая зубцовка 12½:12 (на каждые 2 сантиметра края марки приходится 12½:12 зубцов). В марочных листах 36 (6×6) и малые листы (кляйнбогены) по 20 (4×5) марок[17][61][62].
113. ↑  Почтово-благотоворительный выпуск Игры XXII Олимпиады. Москва-80, номерной почтовый блок 90×70 мм «Летние виды спорта, пятиборье», серый, чёрный, бирюзовый.  (ЦФА [АО «Марка»] № 4751А) — без номера с надпечаткой «ПОГАШЕНО». Офсетная печать, перфорирована: комбинированная рамочная зубцовка 12½:12 (на каждые 2 сантиметра края марки приходится 12½:12 зубцов)[17][63][62].
114. ↑  Почтово-благотоворительный выпуск «Туризм под знаком Олимпиады в СССР»: «Туризм по Золотому кольцу». На марке  (ЦФА [АО «Марка»] № 4790) — Суздаль. Герб города, многоцветная. Глубокая печать в сочетании с металлографией, перфорирована: комбинированная рамочная зубцовка 11½:12 (на каждые 2 сантиметра края марки приходится 11½:12 зубцов). В марочных листах 25 (5×5) и малые листы (кляйнбогены) по 16 (4×4) марок[17][63][64].
115. ↑  Почтово-благотоворительный выпуск «Туризм под знаком Олимпиады в СССР»: «Туризм по Золотому кольцу». На марке  (ЦФА [АО «Марка»] № 4791) — Суздаль. Памятник Д. Пожарскому, многоцветная. Глубокая печать в сочетании с металлографией, перфорирована: комбинированная рамочная зубцовка 11½:12 (на каждые 2 сантиметра края марки приходится 11½:12 зубцов). В марочных листах 25 (5×5) и малые листы (кляйнбогены) по 16 (4×4) марок[17][63][64].
116. ↑  Почтово-благотоворительный выпуск «Туризм под знаком Олимпиады в СССР»: «Туризм по Золотому кольцу». На марке  (ЦФА [АО «Марка»] № 4792) — Владимир. Герб города, многоцветная. Глубокая печать в сочетании с металлографией, перфорирована: комбинированная рамочная зубцовка 11½:12 (на каждые 2 сантиметра края марки приходится 11½:12 зубцов). В марочных листах 25 (5×5) и малые листы (кляйнбогены) по 16 (4×4) марок[17][63][64].
117. ↑  Почтово-благотоворительный выпуск «Туризм под знаком Олимпиады в СССР»: «Туризм по Золотому кольцу». На марке  (ЦФА [АО «Марка»] № 4793) — Владимир. Мост через Клязьму, многоцветная. Глубокая печать в сочетании с металлографией, перфорирована: комбинированная рамочная зубцовка 11½:12 (на каждые 2 сантиметра края марки приходится 11½:12 зубцов). В марочных листах 25 (5×5) и малые листы (кляйнбогены) по 16 (4×4) марок[17][63][64].
118. ↑  Почтово-благотоворительный выпуск «Туризм под знаком Олимпиады в СССР»: «Туризм по Золотому кольцу». На марке  (ЦФА [АО «Марка»] № 4794) — Иваново. Герб города, многоцветная. Глубокая печать в сочетании с металлографией, перфорирована: комбинированная рамочная зубцовка 11½:12 (на каждые 2 сантиметра края марки приходится 11½:12 зубцов). В марочных листах 25 (5×5) и малые листы (кляйнбогены) по 16 (4×4) марок[17][63][64].
119. ↑  Почтово-благотоворительный выпуск «Туризм под знаком Олимпиады в СССР»: «Туризм по Золотому кольцу». На марке  (ЦФА [АО «Марка»] № 4795) — Иваново. Монумент борцам революции, многоцветная. Глубокая печать в сочетании с металлографией, перфорирована: комбинированная рамочная зубцовка 11½:12 (на каждые 2 сантиметра края марки приходится 11½:12 зубцов). В марочных листах 25 (5×5) и малые листы (кляйнбогены) по 16 (4×4) марок[17][63][64].
120. ↑  Почтово-благотоворительный выпуск Игры XXII Олимпиады. Москва-80. На марке  (ЦФА [АО «Марка»] № 4811) — плавание, многоцветная. Офсетная печать, перфорирована: комбинированная гребенчатая зубцовка 12½:12 (на каждые 2 сантиметра края марки приходится 12½:12 зубцов). В марочных листах 36 (6×6) и малые листы (кляйнбогены) по 20 (4×5) марок[18][63][65].
121. ↑  Почтово-благотоворительный выпуск Игры XXII Олимпиады. Москва-80. На марке  (ЦФА [АО «Марка»] № 4812) — прыжки в воду, многоцветная. Офсетная печать, перфорирована: комбинированная гребенчатая зубцовка 12:12½ (на каждые 2 сантиметра края марки приходится 12:12½ зубцов). В марочных листах 36 (6×6) и малые листы (кляйнбогены) по 20 (5×4) марок[18][63][65].
122. ↑  Почтово-благотоворительный выпуск Игры XXII Олимпиады. Москва-80. На марке  (ЦФА [АО «Марка»] № 4813) — водное поло, многоцветная. Офсетная печать, перфорирована: комбинированная гребенчатая зубцовка 12½:12 (на каждые 2 сантиметра края марки приходится 12½:12 зубцов). В марочных листах 36 (6×6) и малые листы (кляйнбогены) по 20 (4×5) марок[18][63][65].
123. ↑  Почтово-благотоворительный выпуск Игры XXII Олимпиады. Москва-80. На марке  (ЦФА [АО «Марка»] № 4814) — гребля на байдарках, многоцветная. Офсетная печать, перфорирована: комбинированная гребенчатая зубцовка 12½:12 (на каждые 2 сантиметра края марки приходится 12½:12 зубцов). В марочных листах 36 (6×6) и малые листы (кляйнбогены) по 20 (4×5) марок[18][63][65].
124. ↑  Почтово-благотоворительный выпуск Игры XXII Олимпиады. Москва-80. На марке  (ЦФА [АО «Марка»] № 4815) — гребля на каноэ, многоцветная. Офсетная печать, перфорирована: комбинированная гребенчатая зубцовка 12½:12 (на каждые 2 сантиметра края марки приходится 12½:12 зубцов). В марочных листах 36 (6×6) и малые листы (кляйнбогены) по 20 (4×5) марок[18][63][65].
125. ↑  Почтово-благотоворительный выпуск Игры XXII Олимпиады. Москва-80, номерной почтовый блок 90×70 мм «Академическая гребля», серый, чёрный, оливково-зелёный.  (ЦФА [АО «Марка»] № 4816А) — без номера с надпечаткой «ПОГАШЕНО». Офсетная печать, перфорирована: рамочная зубцовка 12½ (на каждые 2 сантиметра края марки приходится 12½ зубцов)[18][63][65].
126. ↑  Почтово-благотоворительный выпуск Игры XXII Олимпиады. Москва-80. На марке  (ЦФА [АО «Марка»] № 4898) — килевая яхта класса «Звёздный», многоцветная. Офсетная печать на мелованной бумаге, перфорирована: комбинированная гребенчатая зубцовка 12:12½ (на каждые 2 сантиметра края марки приходится 12:12½ зубцов). В марочных листах 36 (6×6) и малые листы (кляйнбогены) по 20 (5×4) марок[18][67][68].
127. ↑  Почтово-благотоворительный выпуск Игры XXII Олимпиады. Москва-80. На марке  (ЦФА [АО «Марка»] № 4899) — килевая яхта класса «Солинг», экипаж три человека, многоцветная. Офсетная печать на мелованной бумаге, перфорирована: комбинированная гребенчатая зубцовка 12:12½ (на каждые 2 сантиметра края марки приходится 12:12½ зубцов). В марочных листах 36 (6×6) и малые листы (кляйнбогены) по 20 (5×4) марок[18][67][68].
128. ↑  Почтово-благотоворительный выпуск Игры XXII Олимпиады. Москва-80. Москва-80]]. На марке  (ЦФА [АО «Марка»] № 4900) — швертбот-двойка (экипаж два человека) класса «470», многоцветная. Офсетная печать на мелованной бумаге, перфорирована: комбинированная гребенчатая зубцовка 12:12½ (на каждые 2 сантиметра края марки приходится 12:12½ зубцов). В марочных листах 36 (6×6) и малые листы (кляйнбогены) по 20 (5×4) марок[18][67][68].
129. ↑  Почтово-благотоворительный выпуск Игры XXII Олимпиады. Москва-80. На марке  (ЦФА [АО «Марка»] № 4901) — швертбот-одиночка класса «Финн», многоцветная. Офсетная печать на мелованной бумаге, перфорирована: комбинированная гребенчатая зубцовка 12:12½ (на каждые 2 сантиметра края марки приходится 12:12½ зубцов). В марочных листах 36 (6×6) и малые листы (кляйнбогены) по 20 (5×4) марок[18][67][68].
130. ↑  Почтово-благотоворительный выпуск Игры XXII Олимпиады. Москва-80. На марке  (ЦФА [АО «Марка»] № 4902) — один из наиболее быстрых 20-футовых высокоскоростных гоночных швертботов (экипаж два человека) класса «Летучий голландец», многоцветная. Офсетная печать на мелованной бумаге, перфорирована: комбинированная гребенчатая зубцовка 12:12½ (на каждые 2 сантиметра края марки приходится 12:12½ зубцов). В марочных листах 36 (6×6) и малые листы (кляйнбогены) по 20 (5×4) марок[18][67][68].
131. ↑  Почтово-благотоворительный выпуск Игры XXII Олимпиады. Москва-80, номерной почтовый блок 70×95 мм «Регата. Катамаран Торнадо», многоцветный.  (ЦФА [АО «Марка»] № 4903А) — без номера с надпечаткой «ПОГАШЕНО». Офсетная печать, перфорирована: комбинированная рамочная зубцовка 12½:12 (на каждые 2 сантиметра края марки приходится 12½:12 зубцов)[18][69][68].
132. ↑  Почтово-благотоворительный выпуск «Туризм под знаком Олимпиады в СССР»: «Туризм по Золотому кольцу». На марке  (ЦФА [АО «Марка»] № 4905) — Загорск. Стены и башни Лавры, многоцветная. Глубокая печать в сочетании с металлографией, перфорирована: комбинированная рамочная зубцовка 12:11½ (на каждые 2 сантиметра края марки приходится 12:11½ зубцов). В марочных листах 25 (5×5) и малые листы (кляйнбогены) по 16 (4×4) марок[18][69][70].
133. ↑  Почтово-благотоворительный выпуск «Туризм под знаком Олимпиады в СССР»: «Туризм по Золотому кольцу». На марке  (ЦФА [АО «Марка»] № 4906) — Загорск. Дворец культуры, многоцветная. Глубокая печать в сочетании с металлографией, перфорирована: комбинированная рамочная зубцовка 12:11½ (на каждые 2 сантиметра края марки приходится 12:11½ зубцов). В марочных листах 25 (5×5) и малые листы (кляйнбогены) по 16 (4×4) марок[18][69][70].
134. ↑  Почтово-благотоворительный выпуск «Туризм под знаком Олимпиады в СССР»: «Туризм по Золотому кольцу». На марке  (ЦФА [АО «Марка»] № 4907) — Ростов. Вид на Кремль, многоцветная. Глубокая печать в сочетании с металлографией, перфорирована: комбинированная рамочная зубцовка 12:11½ (на каждые 2 сантиметра края марки приходится 12:11½ зубцов). В марочных листах 25 (5×5) и малые листы (кляйнбогены) по 16 (4×4) марок[18][69][70].
135. ↑  Почтово-благотоворительный выпуск «Туризм под знаком Олимпиады в СССР»: «Туризм по Золотому кольцу». На марке  (ЦФА [АО «Марка»] № 4908) — Ростов. Панорама города, многоцветная. Глубокая печать в сочетании с металлографией, перфорирована: комбинированная рамочная зубцовка 12:11½ (на каждые 2 сантиметра края марки приходится 12:11½ зубцов). В марочных листах 25 (5×5) и малые листы (кляйнбогены) по 16 (4×4) марок[18][69][70].
136. ↑  Почтово-благотоворительный выпуск «Туризм под знаком Олимпиады в СССР»: «Туризм по Золотому кольцу». На марке  (ЦФА [АО «Марка»] № 4909) — Переславль-Залесский. Памятник А. Невскому, многоцветная. Глубокая печать в сочетании с металлографией, перфорирована: комбинированная рамочная зубцовка 12:11½ (на каждые 2 сантиметра края марки приходится 12:11½ зубцов). В марочных листах 25 (5×5) и малые листы (кляйнбогены) по 16 (4×4) марок[18][69][70].
137. ↑  Почтово-благотоворительный выпуск «Туризм под знаком Олимпиады в СССР»: «Туризм по Золотому кольцу». На марке  (ЦФА [АО «Марка»] № 4910) — Переславль-Залесский. Памятник Петру I, многоцветная. Глубокая печать в сочетании с металлографией, перфорирована: комбинированная рамочная зубцовка 12:11½ (на каждые 2 сантиметра края марки приходится 12:11½ зубцов). В марочных листах 25 (5×5) и малые листы (кляйнбогены) по 16 (4×4) марок[18][69][70].
138. ↑  Почтово-благотоворительный выпуск «Туризм под знаком Олимпиады в СССР»: «Туризм по Золотому кольцу». На марке  (ЦФА [АО «Марка»] № 4911) — Ярославль. Панорама города, многоцветная. Глубокая печать в сочетании с металлографией, перфорирована: комбинированная рамочная зубцовка 12:11½ (на каждые 2 сантиметра края марки приходится 12:11½ зубцов). В марочных листах 25 (5×5) и малые листы (кляйнбогены) по 16 (4×4) марок[18][69][70].
139. ↑  Почтово-благотоворительный выпуск «Туризм под знаком Олимпиады в СССР»: «Туризм по Золотому кольцу». На марке  (ЦФА [АО «Марка»] № 4912) — Ярославль. Спасо-Преображенский монастырь, многоцветная. Глубокая печать в сочетании с металлографией, перфорирована: комбинированная рамочная зубцовка 12:11½ (на каждые 2 сантиметра края марки приходится 12:11½ зубцов). В марочных листах 25 (5×5) и малые листы (кляйнбогены) по 16 (4×4) марок[18][69][70].
140. ↑  Почтово-благотоворительный выпуск Игры XXII Олимпиады. Москва-80. На марке  (ЦФА [АО «Марка»] № 4947) — спортивная гимнастика, вольные упражнения, многоцветная. Офсетная печать, перфорирована: комбинированная гребенчатая зубцовка 12:12½ (на каждые 2 сантиметра края марки приходится 12:12½ зубцов). В марочных листах 36 (6×6) и малые листы (кляйнбогены) по 20 (5×4) марок[19][69][71].
141. ↑  Почтово-благотоворительный выпуск Игры XXII Олимпиады. Москва-80. На марке  (ЦФА [АО «Марка»] № 4948) — спортивная гимнастика, параллельные брусья, многоцветная. Офсетная печать, перфорирована: комбинированная гребенчатая зубцовка 12:12½ (на каждые 2 сантиметра края марки приходится 12:12½ зубцов). В марочных листах 36 (6×6) и малые листы (кляйнбогены) по 20 (5×4) марок[19][69][71].
142. ↑  Почтово-благотоворительный выпуск Игры XXII Олимпиады. Москва-80. На марке  (ЦФА [АО «Марка»] № 4949) — спортивная гимнастика, перекладина, многоцветная. Офсетная печать, перфорирована: комбинированная гребенчатая зубцовка 12:12½ (на каждые 2 сантиметра края марки приходится 12:12½ зубцов). В марочных листах 36 (6×6) и малые листы (кляйнбогены) по 20 (5×4) марок[19][69][71].
143. ↑  Почтово-благотоворительный выпуск Игры XXII Олимпиады. Москва-80. На марке  (ЦФА [АО «Марка»] № 4950) — спортивная гимнастика, упражнения на бревне, многоцветная. Офсетная печать, перфорирована: комбинированная гребенчатая зубцовка 12:12½ (на каждые 2 сантиметра края марки приходится 12:12½ зубцов). В марочных листах 36 (6×6) и малые листы (кляйнбогены) по 20 (5×4) марок[19][69][71].
144. ↑  Почтово-благотоворительный выпуск Игры XXII Олимпиады. Москва-80. На марке  (ЦФА [АО «Марка»] № 4951) — спортивная гимнастика, разновысокие брусья, многоцветная. Офсетная печать, перфорирована: комбинированная гребенчатая зубцовка 12:12½ (на каждые 2 сантиметра края марки приходится 12:12½ зубцов). В марочных листах 36 (6×6) и малые листы (кляйнбогены) по 20 (5×4) марок[19][69][71].
145. ↑  Почтово-благотоворительный выпуск Игры XXII Олимпиады. Москва-80, номерной почтовый блок 90×70 мм «Упражнение на кольцах», многоцветный, фон бежевый.  (ЦФА [АО «Марка»] № 4952А) — без номера с надпечаткой «ПОГАШЕНО». Офсетная печать, перфорирована: рамочная зубцовка 12½ (на каждые 2 сантиметра края марки приходится 12½ зубцов)[19][73][71].
146. ↑  Почтово-благотоворительный выпуск Игры XXII Олимпиады. Москва-80. На марке  (ЦФА [АО «Марка»] № 4974) — футбол, многоцветная. Офсетная печать, перфорирована: комбинированная гребенчатая зубцовка 12½:12 (на каждые 2 сантиметра края марки приходится 12½:12 зубцов). В марочных листах 36 (6×6) и малые листы (кляйнбогены) по 20 (4×5) марок[19][73][74].
147. ↑  Почтово-благотоворительный выпуск Игры XXII Олимпиады. Москва-80. На марке  (ЦФА [АО «Марка»] № 4975) — баскетбол, многоцветная. Офсетная печать, перфорирована: комбинированная гребенчатая зубцовка 12:12½ (на каждые 2 сантиметра края марки приходится 12:12½ зубцов). В марочных листах 36 (6×6) и малые листы (кляйнбогены) по 20 (5×4) марок[19][73][74].
148. ↑  Почтово-благотоворительный выпуск Игры XXII Олимпиады. Москва-80. На марке  (ЦФА [АО «Марка»] № 4976) — волейбол, многоцветная. Офсетная печать, перфорирована: комбинированная гребенчатая зубцовка 12:12½ (на каждые 2 сантиметра края марки приходится 12:12½ зубцов). В марочных листах 36 (6×6) и малые листы (кляйнбогены) по 20 (5×4) марок[19][73][74].
149. ↑  Почтово-благотоворительный выпуск Игры XXII Олимпиады. Москва-80. На марке  (ЦФА [АО «Марка»] № 4977) — гандбол, многоцветная. Офсетная печать, перфорирована: комбинированная гребенчатая зубцовка 12½:12 (на каждые 2 сантиметра края марки приходится 12½:12 зубцов). В марочных листах 36 (6×6) и малые листы (кляйнбогены) по 20 (4×5) марок[19][73][74].
150. ↑  Почтово-благотоворительный выпуск Игры XXII Олимпиады. Москва-80. На марке  (ЦФА [АО «Марка»] № 4978) — хоккей на траве, многоцветная. Офсетная печать, перфорирована: комбинированная гребенчатая зубцовка 12½:12 (на каждые 2 сантиметра края марки приходится 12½:12 зубцов). В марочных листах 36 (6×6) и малые листы (кляйнбогены) по 20 (4×5) марок[19][73][74].
151. ↑  Почтово-благотоворительный выпуск «Туризм под знаком Олимпиады в СССР». На марке  (ЦФА [АО «Марка»] № 4990) — Ташкент. Монумент «Мужество», многоцветная. Глубокая печать в сочетании с металлографией, перфорирована: комбинированная рамочная зубцовка 12:11½ (на каждые 2 сантиметра края марки приходится 12:11½ зубцов). В марочных листах 25 (5×5) и малые листы (кляйнбогены) по 16 (4×4) марок[19][73][75].
152. ↑  Почтово-благотоворительный выпуск «Туризм под знаком Олимпиады в СССР». На марке  (ЦФА [АО «Марка»] № 4991) — Самарканд. Медресе Шир-Дор, многоцветная. Глубокая печать в сочетании с металлографией, перфорирована: комбинированная рамочная зубцовка 12:11½ (на каждые 2 сантиметра края марки приходится 12:11½ зубцов). В марочных листах 25 (5×5) и малые листы (кляйнбогены) по 16 (4×4) марок[19][73][75].
153. ↑  Почтово-благотоворительный выпуск «Туризм под знаком Олимпиады в СССР». На марке  (ЦФА [АО «Марка»] № 4992) — Тбилиси. Скульптура «Муза», многоцветная. Глубокая печать в сочетании с металлографией, перфорирована: комбинированная рамочная зубцовка 12:11½ (на каждые 2 сантиметра края марки приходится 12:11½ зубцов). В марочных листах 25 (5×5) и малые листы (кляйнбогены) по 16 (4×4) марок[19][73][75].
154. ↑  Почтово-благотоворительный выпуск «Туризм под знаком Олимпиады в СССР». На марке  (ЦФА [АО «Марка»] № 4993) — Тбилиси. Крепость Нарикала, многоцветная. Глубокая печать в сочетании с металлографией, перфорирована: комбинированная рамочная зубцовка 12:11½ (на каждые 2 сантиметра края марки приходится 12:11½ зубцов). В марочных листах 25 (5×5) и малые листы (кляйнбогены) по 16 (4×4) марок[19][73][75].
155. ↑  Почтово-благотоворительный выпуск «Туризм под знаком Олимпиады в СССР». На марке  (ЦФА [АО «Марка»] № 4994) — Ереван. Крепость Эребуни. Бронзовый грифон, многоцветная. Глубокая печать в сочетании с металлографией, перфорирована: комбинированная рамочная зубцовка 12:11½ (на каждые 2 сантиметра края марки приходится 12:11½ зубцов). В марочных листах 25 (5×5) и малые листы (кляйнбогены) по 16 (4×4) марок[19][73][75].
156. ↑  Почтово-благотоворительный выпуск «Туризм под знаком Олимпиады в СССР». На марке  (ЦФА [АО «Марка»] № 4995) — Ереван. Театр оперы и балета им. А. Спендиарова, многоцветная. Глубокая печать в сочетании с металлографией, перфорирована: комбинированная рамочная зубцовка 12:11½ (на каждые 2 сантиметра края марки приходится 12:11½ зубцов). В марочных листах 25 (5×5) и малые листы (кляйнбогены) по 16 (4×4) марок[19][73][75].
157. ↑  Новогодняя марка  (ЦФА [АО «Марка»] № 5016) — Олимпийский Мишка, многоцветная. Офсетная печатьна мелованной бумаге с лаковым покрытием, перфорирована: комбинированная рамочная зубцовка 12:12½ (на каждые 2 сантиметра края марки приходится 12:12½ зубцов). Разновидность  (ЦФА [АО «Марка»] № 5016А) — без зубцов. В марочных листах 36 (6×6) и малые листы (кляйнбогены) по 16 (4×4) марок[19][73][77].
158. ↑  Серия «XIII зимние Олимпийские игры в Лейк-Плэсиде». На многоцветной марке конькобежный спорт. Офсетная печать, перфорирована: комбинированная гребенчатая зубцовка 12:12½ (на каждые 2 сантиметра края марки приходится 12:12½ зубцов). В марочных листах 36 (6×6) и малые листы (кляйнбогены) по 20 (5×4) марок[20][73][78][79].
159. ↑  Серия «XIII зимние Олимпийские игры в Лейк-Плэсиде». На многоцветной марке фигурное катание. Офсетная печать, перфорирована: комбинированная гребенчатая зубцовка 12½:12 (на каждые 2 сантиметра края марки приходится 12½:12 зубцов). В марочных листах 36 (6×6) и малые листы (кляйнбогены) по 20 (4×5) марок[20][73][78][79].
160. ↑  Серия «XIII зимние Олимпийские игры в Лейк-Плэсиде». На многоцветной марке хоккей с шайбой. Офсетная печать, перфорирована: комбинированная гребенчатая зубцовка 12½:12 (на каждые 2 сантиметра края марки приходится 12½:12 зубцов). В марочных листах 36 (6×6) и малые листы (кляйнбогены) по 20 (4×5) марок[20][73][78][79].
161. ↑  Серия «XIII зимние Олимпийские игры в Лейк-Плэсиде». На многоцветной марке горнолыжный спорт. Офсетная печать, перфорирована: комбинированная гребенчатая зубцовка 12½:12 (на каждые 2 сантиметра края марки приходится 12½:12 зубцов). В марочных листах 36 (6×6) и малые листы (кляйнбогены) по 20 (4×5) марок[20][73][78][79].
162. ↑  Серия «XIII зимние Олимпийские игры в Лейк-Плэсиде». На многоцветной марке санный спорт. Офсетная печать, перфорирована: комбинированная гребенчатая зубцовка 12:12½ (на каждые 2 сантиметра края марки приходится 12:12½ зубцов). В марочных листах 36 (6×6) и малые листы (кляйнбогены) по 20 (5×4) марок[20][73][78][79].
163. ↑  «Лыжные гонки» — почтовый блок 60×90 мм серии «XIII зимние Олимпийские игры в Лейк-Плэсиде». На многоцветной марке лыжник. Глубокая печать, перфорирована: комбинированная рамочная зубцовка 11½:12 (на каждые 2 сантиметра края марки приходится 11½:12 зубцов)[20][82][78][79].
164. ↑  Почтово-благотоворительный выпуск Игры XXII Олимпиады. Москва-80. На марке  (ЦФА [АО «Марка»] № 5039) — спринтерский бег, многоцветная. Офсетная печать, перфорирована: комбинированная гребенчатая зубцовка 12½:12 (на каждые 2 сантиметра края марки приходится 12½:12 зубцов). В марочных листах 36 (6×6) и малые листы (кляйнбогены) по 20 (4×5) марок[20][82][83].
165. ↑  Почтово-благотоворительный выпуск Игры XXII Олимпиады. Москва-80. На марке  (ЦФА [АО «Марка»] № 5040) — бег с барьерами, многоцветная. Офсетная печать, перфорирована: комбинированная гребенчатая зубцовка 12½:12 (на каждые 2 сантиметра края марки приходится 12½:12 зубцов). В марочных листах 36 (6×6) и малые листы (кляйнбогены) по 20 (4×5) марок[20][82][83].
166. ↑  Почтово-благотоворительный выпуск Игры XXII Олимпиады. Москва-80. На марке  (ЦФА [АО «Марка»] № 5041) — спортивная ходьба, многоцветная. Офсетная печать, перфорирована: комбинированная гребенчатая зубцовка 12:12½ (на каждые 2 сантиметра края марки приходится 12:12½ зубцов). В марочных листах 36 (6×6) и малые листы (кляйнбогены) по 20 (5×4) марок[20][82][83].
167. ↑  Почтово-благотоворительный выпуск Игры XXII Олимпиады. Москва-80. На марке  (ЦФА [АО «Марка»] № 5042) — прыжки в высоту, многоцветная. Офсетная печать, перфорирована: комбинированная гребенчатая зубцовка 12½:12 (на каждые 2 сантиметра края марки приходится 12½:12 зубцов). В марочных листах 36 (6×6) и малые листы (кляйнбогены) по 20 (4×5) марок[20][82][83].
168. ↑  Почтово-благотоворительный выпуск Игры XXII Олимпиады. Москва-80. На марке  (ЦФА [АО «Марка»] № 5043) — прыжки в длину, многоцветная. Офсетная печать, перфорирована: комбинированная гребенчатая зубцовка 12½:12 (на каждые 2 сантиметра края марки приходится 12½:12 зубцов). В марочных листах 36 (6×6) и малые листы (кляйнбогены) по 20 (4×5) марок[20][82][83].
169. ↑  Почтово-благотоворительный выпуск Игры XXII Олимпиады. Москва-80. На марке  (ЦФА [АО «Марка»] № 5044) — прыжки с шестом, многоцветная. Офсетная печать, перфорирована: комбинированная гребенчатая зубцовка 12½:12 (на каждые 2 сантиметра края марки приходится 12½:12 зубцов). В марочных листах 36 (6×6) и малые листы (кляйнбогены) по 20 (4×5) марок[20][82][83].
170. ↑  Почтово-благотоворительный выпуск Игры XXII Олимпиады. Москва-80. На марке  (ЦФА [АО «Марка»] № 5045) — метание диска, многоцветная. Офсетная печать, перфорирована: комбинированная гребенчатая зубцовка 12½:12 (на каждые 2 сантиметра края марки приходится 12½:12 зубцов). В марочных листах 36 (6×6) и малые листы (кляйнбогены) по 20 (4×5) марок[20][82][83].
171. ↑  Почтово-благотоворительный выпуск Игры XXII Олимпиады. Москва-80. На марке  (ЦФА [АО «Марка»] № 5046) — метание копья, многоцветная. Офсетная печать, перфорирована: комбинированная гребенчатая зубцовка 12½:12 (на каждые 2 сантиметра края марки приходится 12½:12 зубцов). В марочных листах 36 (6×6) и малые листы (кляйнбогены) по 20 (4×5) марок[20][82][83].
172. ↑  Почтово-благотоворительный выпуск Игры XXII Олимпиады. Москва-80. На марке  (ЦФА [АО «Марка»] № 5047) — метание молота, многоцветная. Офсетная печать, перфорирована: комбинированная гребенчатая зубцовка 12½:12 (на каждые 2 сантиметра края марки приходится 12½:12 зубцов). В марочных листах 36 (6×6) и малые листы (кляйнбогены) по 20 (4×5) марок[20][82][83].
173. ↑  Почтово-благотоворительный выпуск Игры XXII Олимпиады. Москва-80. На марке  (ЦФА [АО «Марка»] № 5048) — толкание ядра, многоцветная. Офсетная печать, перфорирована: комбинированная гребенчатая зубцовка 12½:12 (на каждые 2 сантиметра края марки приходится 12½:12 зубцов). В марочных листах 36 (6×6) и малые листы (кляйнбогены) по 20 (4×5) марок[20][82][83].
174. ↑  Почтово-благотоворительный выпуск Игры XXII Олимпиады. Москва-80, номерной почтовый блок 90×70 мм «Эстафетный бег», многоцветный, фон бежевый.  (ЦФА [АО «Марка»] № 5049А) — без номера с надпечаткой «ПОГАШЕНО». Высокая печать, перфорирована: рамочная зубцовка 12½:12 (на каждые 2 сантиметра края марки приходится 12½:12 зубцов)[20][82][84].
175. ↑  Почтово-благотоворительный выпуск «Туризм под знаком Олимпиады в СССР». На марке  (ЦФА [АО «Марка»] № 5051) — Москва. Кремль «Водовзводная башня Кремля», многоцветная. Глубокая печать в сочетании с металлографией, перфорирована: комбинированная рамочная зубцовка 12:11½ (на каждые 2 сантиметра края марки приходится 12:11½ зубцов). В марочных листах 25 (5×5) и малые листы (кляйнбогены) по 16 (4×4) марок[20][82][84].
176. ↑  Почтово-благотоворительный выпуск «Туризм под знаком Олимпиады в СССР». На марке  (ЦФА [АО «Марка»] № 5052) — Москва. Проспект Калинина, многоцветная. Глубокая печать в сочетании с металлографией, перфорирована: комбинированная рамочная зубцовка 12:11½ (на каждые 2 сантиметра края марки приходится 12:11½ зубцов). В марочных листах 25 (5×5) и малые листы (кляйнбогены) по 16 (4×4) марок[20][82][84].
177. ↑  Почтово-благотоворительный выпуск «Туризм под знаком Олимпиады в СССР». На марке  (ЦФА [АО «Марка»] № 5053) — Ленинград. Адмиралтейство, многоцветная. Глубокая печать в сочетании с металлографией, перфорирована: комбинированная рамочная зубцовка 12:11½ (на каждые 2 сантиметра края марки приходится 12:11½ зубцов). В марочных листах 25 (5×5) и малые листы (кляйнбогены) по 16 (4×4) марок[20][85][84].
178. ↑  Почтово-благотоворительный выпуск «Туризм под знаком Олимпиады в СССР». На марке  (ЦФА [АО «Марка»] № 5054) — Ленинград. Монумент героическим защитникам Ленинграда, многоцветная. Глубокая печать в сочетании с металлографией, перфорирована: комбинированная рамочная зубцовка 12:11½ (на каждые 2 сантиметра края марки приходится 12:11½ зубцов). В марочных листах 25 (5×5) и малые листы (кляйнбогены) по 16 (4×4) марок[20][85][84].
179. ↑  Почтово-благотоворительный выпуск «Туризм под знаком Олимпиады в СССР». На марке  (ЦФА [АО «Марка»] № 5055) — Киев. Памятник Богдану Хмельницкому, многоцветная. Глубокая печать в сочетании с металлографией, перфорирована: комбинированная рамочная зубцовка 12:11½ (на каждые 2 сантиметра края марки приходится 12:11½ зубцов). В марочных листах 25 (5×5) и малые листы (кляйнбогены) по 16 (4×4) марок[20][86][84].
180. ↑  Почтово-благотоворительный выпуск «Туризм под знаком Олимпиады в СССР». На марке  (ЦФА [АО «Марка»] № 5056) — Киев. Метромост через Днепр, многоцветная. Глубокая печать в сочетании с металлографией, перфорирована: комбинированная рамочная зубцовка 12:11½ (на каждые 2 сантиметра края марки приходится 12:11½ зубцов). В марочных листах 25 (5×5) и малые листы (кляйнбогены) по 16 (4×4) марок[20][86][84].
181. ↑  Почтово-благотоворительный выпуск «Туризм под знаком Олимпиады в СССР». На марке  (ЦФА [АО «Марка»] № 5057) — Минск. Дворец спорта, многоцветная. Глубокая печать в сочетании с металлографией, перфорирована: комбинированная рамочная зубцовка 12:11½ (на каждые 2 сантиметра края марки приходится 12:11½ зубцов). В марочных листах 25 (5×5) и малые листы (кляйнбогены) по 16 (4×4) марок[20][86][84].
182. ↑  Почтово-благотоворительный выпуск «Туризм под знаком Олимпиады в СССР». На марке  (ЦФА [АО «Марка»] № 5058) — Минск. Дом Кино Союза кинематографистов БССР, многоцветная. Глубокая печать в сочетании с металлографией, перфорирована: комбинированная рамочная зубцовка 12:11½ (на каждые 2 сантиметра края марки приходится 12:11½ зубцов). В марочных листах 25 (5×5) и малые листы (кляйнбогены) по 16 (4×4) марок[20][86][84].
183. ↑  Почтово-благотоворительный выпуск «Туризм под знаком Олимпиады в СССР». На марке  (ЦФА [АО «Марка»] № 5059) — Таллин. Старый город (Церковь Святого Олафа), многоцветная. Глубокая печать в сочетании с металлографией, перфорирована: комбинированная рамочная зубцовка 12:11½ (на каждые 2 сантиметра края марки приходится 12:11½ зубцов). В марочных листах 25 (5×5) и малые листы (кляйнбогены) по 16 (4×4) марок[20][86][84].
184. ↑  Почтово-благотоворительный выпуск «Туризм под знаком Олимпиады в СССР». На марке  (ЦФА [АО «Марка»] № 5060) — Таллин. Гостиница «Виру», многоцветная. Глубокая печать в сочетании с металлографией, перфорирована: комбинированная рамочная зубцовка 12:11½ (на каждые 2 сантиметра края марки приходится 12:11½ зубцов). В марочных листах 25 (5×5) и малые листы (кляйнбогены) по 16 (4×4) марок[20][86][84].
185. ↑  Номерной почтовый блок 90×70 мм «Успешное завершение Игр XXII Олимпиады в Москве», художественное оформление полей: эмблема Олимпиады на фоне московских зданий, маршрут факельной эстафеты Олимпийского огня, памятный текст: «Советские спортсмены на Играх XXII Олимпиады завоевали: 80 золотых, 69 серебряных и 46 бронзовых медалей». На многоцветной марке олимпийский медвежонок Мишка с факелом — талисман Игр.  (ЦФА [АО «Марка»] № 5126А) — без номера с надпечаткой «ПОГАШЕНО». Офсетная печать, перфорирована: рамочная зубцовка 12:12½ (на каждые 2 сантиметра края марки приходится 12:12½ зубцов)[20][86][87].
186. ↑  XIV зимние Олимпийские игры в Сараево. На многоцветной марке  (ЦФА [АО «Марка»] № 5472) — биатлон. Глубокая печать, перфорирована: комбинированная рамочная зубцовка 11½:12 (на каждые 2 сантиметра края марки приходится 11½:12 зубцов). В марочных листах 25 (5×5) и малые листы (кляйнбогены) по 8 (2×4) марок[21][86][88].
187. ↑  XIV зимние Олимпийские игры в Сараево. На многоцветной марке  (ЦФА [АО «Марка»] № 5473) — конькобежный спорт. Глубокая печать, перфорирована: комбинированная рамочная зубцовка 11½:12 (на каждые 2 сантиметра края марки приходится 11½:12 зубцов). В марочных листах 25 (5×5) и малые листы (кляйнбогены) по 8 (2×4) марок[21][86][88].
188. ↑  XIV зимние Олимпийские игры в Сараево. На многоцветной марке  (ЦФА [АО «Марка»] № 5474) — хоккей с шайбой. Глубокая печать, перфорирована: комбинированная рамочная зубцовка 11½:12 (на каждые 2 сантиметра края марки приходится 11½:12 зубцов). В марочных листах 25 (5×5) и малые листы (кляйнбогены) по 8 (2×4) марок[21][86][88].
189. ↑  XIV зимние Олимпийские игры в Сараево. На многоцветной марке  (ЦФА [АО «Марка»] № 5475) — фигурное катание. Глубокая печать, перфорирована: комбинированная рамочная зубцовка 11½:12 (на каждые 2 сантиметра края марки приходится 11½:12 зубцов). В марочных листах 25 (5×5) и малые листы (кляйнбогены) по 8 (2×4) марок[21][86][88].
190. ↑  90-летие первых Олимпийских игр. На многоцветной марке медаль Первых Олимпийских игр. Глубокая печать, перфорирована: комбинированная рамочная зубцовка 11½:12 (на каждые 2 сантиметра края марки приходится 11½:12 зубцов). В марочных листах 50 (10×5) и малые листы (кляйнбогены) по 8 (4×2) марок[22][86][90].
191. ↑  XV зимние Олимпийские игры в Калгари (Канада). На многоцветной марке  (ЦФА [АО «Марка»] № 5905) — биатлон. Глубокая печать, перфорирована: рамочная зубцовка 11½ (на каждые 2 сантиметра края марки приходится 11½ зубцов). В марочных листах 50 (10×5) и малые листы (кляйнбогены) по 8 (4×2) марок[23][86][92].
192. ↑  XV зимние Олимпийские игры в Калгари (Канада). На многоцветной марке  (ЦФА [АО «Марка»] № 5906) — лыжные гонки. Глубокая печать, перфорирована: рамочная зубцовка 11½ (на каждые 2 сантиметра края марки приходится 11½ зубцов). В марочных листах 50 (10×5) и малые листы (кляйнбогены) по 8 (4×2) марок[23][86][92].
193. ↑  XV зимние Олимпийские игры в Калгари (Канада). На многоцветной марке  (ЦФА [АО «Марка»] № 5907) — слалом. Глубокая печать, перфорирована: рамочная зубцовка 11½ (на каждые 2 сантиметра края марки приходится 11½ зубцов). В марочных листах 50 (10×5) и малые листы (кляйнбогены) по 8 (4×2) марок[23][86][92].
194. ↑  XV зимние Олимпийские игры в Калгари (Канада). На многоцветной марке  (ЦФА [АО «Марка»] № 5908) — фигурное катание. Глубокая печать, перфорирована: рамочная зубцовка 11½ (на каждые 2 сантиметра края марки приходится 11½ зубцов). В марочных листах 50 (10×5) и малые листы (кляйнбогены) по 8 (4×2) марок[23][86][92].
195. ↑  XV зимние Олимпийские игры в Калгари (Канада). На многоцветной марке  (ЦФА [АО «Марка»] № 5909) — прыжки с трамплина. Глубокая печать, перфорирована: рамочная зубцовка 11½ (на каждые 2 сантиметра края марки приходится 11½ зубцов). В марочных листах 50 (10×5) и малые листы (кляйнбогены) по 8 (4×2) марок[23][86][92].
196. ↑  XV зимние Олимпийские игры в Калгари (Канада). В многоцветном почтовом блоке размерами 60×80 мм марка  (ЦФА [АО «Марка»] № 5910) — хоккей с шайбой. Глубокая печать, марка перфорирована: рамочная зубцовка 11½ (на каждые 2 сантиметра края марки приходится 11½ зубцов)[23][6][92].
197. ↑  XV зимние Олимпийские игры в Калгари (Канада). «Победа советских спортсменов на XV зимних Олимпийских играх» — многоцветный почтовый блок размерами 60×80 мм (рисунок и цвет блока  (ЦФА [АО «Марка»] № 5910)). Типографская надпечатка красного цвета: «Спортсмены СССР завоевали 11 золотых, 9 серебряных и 9 бронзовых медалей!». Глубокая печать, марка  (ЦФА [АО «Марка»] № 5910) перфорирована: рамочная зубцовка 11½ (на каждые 2 сантиметра края марки приходится 11½ зубцов)[23][6][94].
198. ↑  XXIV Олимпийские игры в Сеуле. На марках рисунки, символизирующие виды спорта представленные на Играх:  (ЦФА [АО «Марка»] № 5958) — барьерный бег, многоцветная. Офсет, перфорирована: комбинированная гребенчатая зубцовка 12:12½ (на каждые 2 сантиметра края марки приходится 12:12½ зубцов). В марочных листах 36 (6×6) марок и малые листы (кляйнбогены) по 8 (2×4) марок[6][23][95].
199. ↑  XXIV Олимпийские игры в Сеуле. На марках рисунки, символизирующие виды спорта представленные на Играх:  (ЦФА [АО «Марка»] № 5959) — прыжки в длину, многоцветная. Офсет, перфорирована: комбинированная гребенчатая зубцовка 12:12½ (на каждые 2 сантиметра края марки приходится 12:12½ зубцов). В марочных листах 36 (6×6) марок и малые листы (кляйнбогены) по 8 (2×4) марок[6][23][95].
200. ↑  XXIV Олимпийские игры в Сеуле. На марках рисунки, символизирующие виды спорта представленные на Играх:  (ЦФА [АО «Марка»] № 5960) — баскетбол, многоцветная. Офсет, перфорирована: комбинированная гребенчатая зубцовка 12:12½ (на каждые 2 сантиметра края марки приходится 12:12½ зубцов). В марочных листах 36 (6×6) марок и малые листы (кляйнбогены) по 8 (2×4) марок[6][23][95].
201. ↑  XXIV Олимпийские игры в Сеуле. На марках рисунки, символизирующие виды спорта представленные на Играх:  (ЦФА [АО «Марка»] № 5961) — художественная гимнастика, многоцветная. Офсет, перфорирована: комбинированная гребенчатая зубцовка 12:12½ (на каждые 2 сантиметра края марки приходится 12:12½ зубцов). В марочных листах 36 (6×6) марок и малые листы (кляйнбогены) по 8 (2×4) марок[6][23][95].
202. ↑  XXIV Олимпийские игры в Сеуле. На марках рисунки, символизирующие виды спорта представленные на Играх:  (ЦФА [АО «Марка»] № 5962) — плавание, многоцветная. Офсет, перфорирована: комбинированная гребенчатая зубцовка 12:12½ (на каждые 2 сантиметра края марки приходится 12:12½ зубцов). В марочных листах 36 (6×6) марок и малые листы (кляйнбогены) по 8 (2×4) марок[6][23][95].
203. ↑  XXIV Олимпийские игры в Сеуле. В многоцветном почтовом блоке размерами 80×65 мм марка  (ЦФА [АО «Марка»] № 5963) — футбол. Глубокая печать, марка перфорирована: комбинированная рамочная зубцовка 12:12½ (на каждые 2 сантиметра края марки приходится 12:12½ зубцов)[23][6][95].
204. ↑  XXIV Олимпийские игры в Сеуле. «Победа советских спортсменов на XXIV летних Олимпийских играх» — многоцветный почтовый блок размерами 80×65 мм (рисунок и цвет блока  (ЦФА [АО «Марка»] № 5963)). Типографская надпечатка голубого цвета: «Спортсмены СССР завоевали 55 золотых, 31 серебряную и 46 бронзовых медалей!». Глубокая печать, марка  (ЦФА [АО «Марка»] № 5910) перфорирована: комбинированная рамочная зубцовка 12:12½ (на каждые 2 сантиметра края марки приходится 12:12½ зубцов)[23][6][96].
205. ↑  Предолимпийский выпуск: «XXV летние Олимпийские игры» (Барселона, Испания 25.07-09.08.1992). На многоцветных марках рисунки, символизирующие виды спорта представленные на Играх, а также достопримечательности Барселоны.  (ЦФА [АО «Марка»] № 6348) — водные соревнования: гребля на байдарках и каноэ. Изображение каравеллы Х. Колумба «Санта-Мария». Офсет на мелованной бумаге, перфорирована: комбинированная гребенчатая зубцовка 12:12½ (на каждые 2 сантиметра края марки приходится 12:12½ зубцов). В марочных листах 50 (5×10) и малые листы (кляйнбогены) 8 (2×4) марок[6][97][98].
206. ↑  Предолимпийский выпуск: «XXV летние Олимпийские игры» (Барселона, Испания 25.07-09.08.1992). На многоцветных марках рисунки, символизирующие виды спорта представленные на Играх, а также достопримечательности Барселоны.  (ЦФА [АО «Марка»] № 6349) — лёгкая атлетика: бег. Изображение церкви Саграда Фамилия (начата в 1884 году, архитектор А. Гоули). Офсет на мелованной бумаге, перфорирована: комбинированная гребенчатая зубцовка 12:12½ (на каждые 2 сантиметра края марки приходится 12:12½ зубцов). В марочных листах 50 (5×10) и малые листы (кляйнбогены) 8 (2×4) марок[6][97][98].
207. ↑  Предолимпийский выпуск: «XXV летние Олимпийские игры» (Барселона, Испания 25.07-09.08.1992). На многоцветных марках рисунки, символизирующие виды спорта представленные на Играх, а также достопримечательности Барселоны.  (ЦФА [АО «Марка»] № 6350) — игровые виды спорта: футбол. Изображение стадиона в Барселоне (1959, архитектор Л. Г. Барбон). Офсет на мелованной бумаге, перфорирована: комбинированная гребенчатая зубцовка 12:12½ (на каждые 2 сантиметра края марки приходится 12:12½ зубцов). В марочных листах 50 (5×10) и малые листы (кляйнбогены) 8 (2×4) марок[6][97][98].
208. ↑  Ниже приведён перечень стандартных марок (с возможностью сортировки по номиналу, тиражу и дате введения в обращение).
209. ↑  Дискобол на фоне олимпийских колец, тёмно-зелёная. Металлография на мелованной бумаге, перфорирована: комбинированная рамочная зубцовка 12:11½ (на каждые 2 сантиметра края марки приходится 12:11½ зубцов), 100 (10×10) экземпляров на марочных листах[23][96][100].
210. ↑  Дискобол на фоне олимпийских колец, тёмно-зелёная. За основу взято изображение марки  (ЦФА [АО «Марка»] № 6020) с сохранением года начала первой эмиссии «1988». Офсетная печать на простой бумаге, перфорирована: комбинированная гребенчатая зубцовка 12:12½ (на каждые 2 сантиметра края марки приходится 12:12½ зубцов), 100 (10×10) экземпляров на марочных листах[23][103][101].